# Koło (miasto)

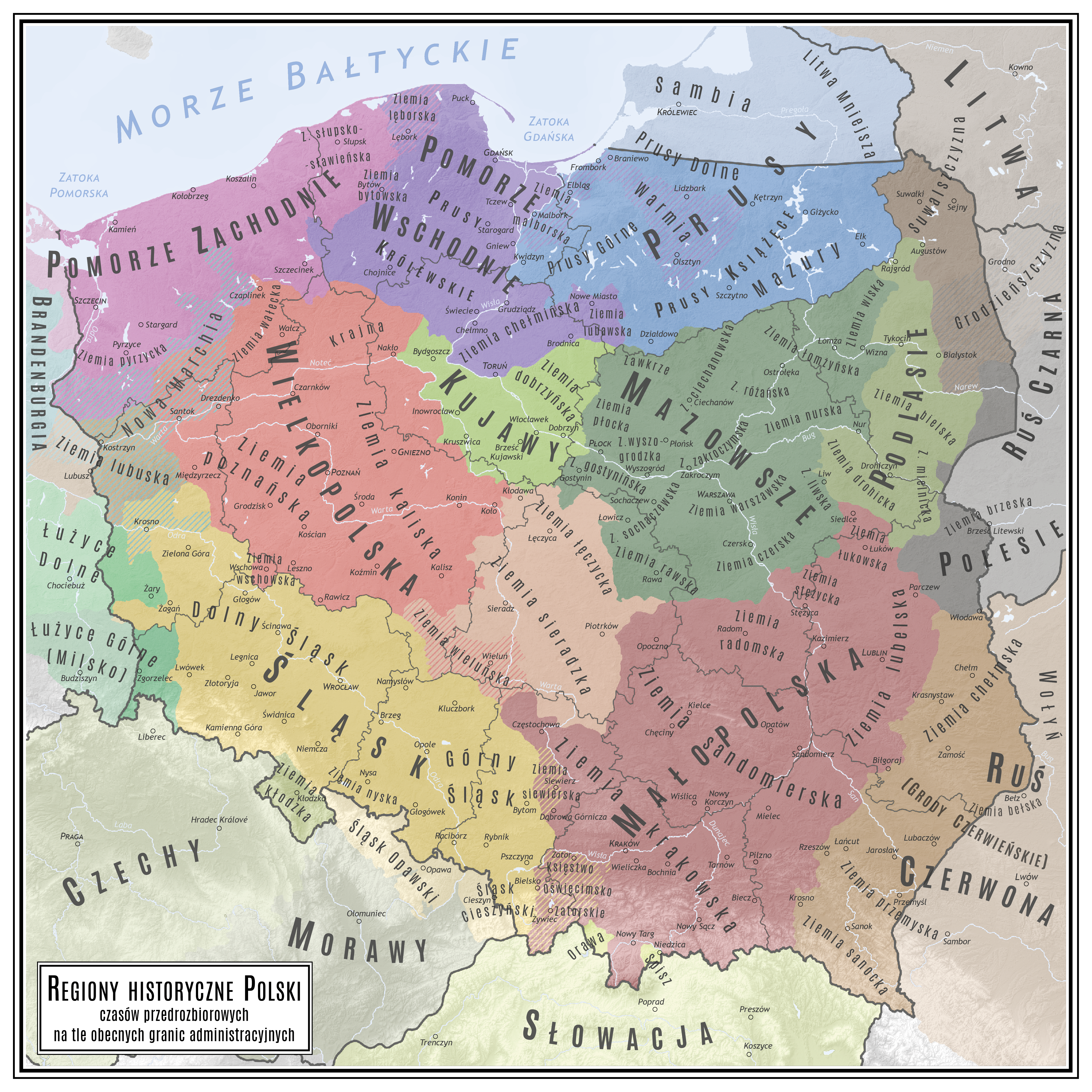
Koło, ziemia kaliska i inne krainy historyczne Polski na tle współczesnych granic administracyjnych

Koło – miasto w Polsce, w województwie wielkopolskim, nad Wartą, siedziba powiatu kolskiego i gminy wiejskiej Koło.
Położone przy drodze krajowej nr 92 oraz linii kolejowej Poznań – Warszawa. Od XV wieku do 1716 r. miejsce sejmików generalnych prowincji wielkopolskiej. Obecnie duży ośrodek przemysłu ceramicznego i spożywczego. Do najstarszych zabytków zalicza się: ruiny zamku z XIV w., gotycki kościół farny z XV w. oraz kompleks kościoła i klasztoru bernardynów.  
Miasto otrzymało prawa miejskie w 1362 roku od Kazimierza Wielkiego. Było to miasto królewskie należące do starostwa kolskiego, pod koniec XVI wieku leżało w powiecie konińskim województwa kaliskiego.
Według danych z 2022 roku miasto liczyło 19 686 mieszkańców.

## Geografia

### Położenie i obszar

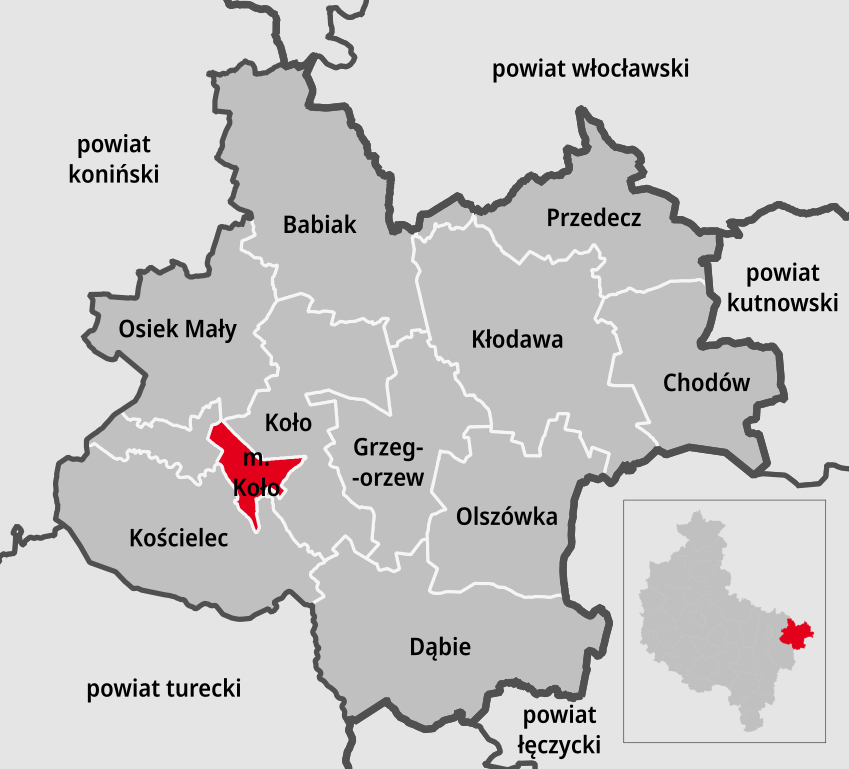
Lokalizacja gminy miejskiej Koło w powiecie kolskim.

Koło położone jest we wschodniej części województwa wielkopolskiego nad rzeką Wartą, w granicach Kotliny Kolskiej, która wchodzi w skład makroregionu Niziny Południowowielkopolskiej. Miasto sąsiaduje z gminami: Koło, Kościelec oraz Osiek Mały. Położone jest na średniej wysokości 101 m n.p.m.
Miasto Koło leży w centrum Polski, w odległości ponad 300 km od granicy z Niemcami i Białorusią oraz wybrzeża Morza Bałtyckiego.
Według danych z 2004 r. Koło ma obszar 13,85 km², w tym:
- użytki rolne: 48%
- użytki leśne: 5%
- grunty zabudowane i zurbanizowane: 41%
- wody: 2%

Miasto stanowi 1,37% powierzchni powiatu kolskiego.
Koło zwyczajowo podzielone jest na cztery osiedla: Kaliskie, Płaszczyzna, Stare Miasto oraz Warszawskie. Kolanie jednakże nie używają nazwy osiedla „Warszawskie”. Nazwy Osiedla Kaliskiego używają w formie Kaliskie Przedmieście.

### Klimat
Klimat w rejonie Koła związany jest z ogólną cyrkulacją mas powietrza napływającego głównie znad północnego Atlantyku i basenu Morza Śródziemnego. Według regionalizacji klimatycznej Wincentego Okołowicza miasto położone jest na pograniczu regionu środkowopolskiego i subregionu kujawskiego, reprezentujących obszar słabych wpływów Atlantyku i Bałtyku.
Amplitudy temperatur są tutaj nieco mniejsze od przeciętnych w Polsce, zima jest dosyć chłodna (średnia temperatura –2,4 °C), ale niezbyt długa (około 85 dni), z nietrwałą szatą śnieżną. Dłuższe (około 98 dni) i ciepłe jest lato (+18,0 °C w lipcu). Charakterystyczna dla tej części Polski jest niezbyt duża liczba dni pochmurnych (ok. 120). Długość trwania okresu wegetacyjnego wynosi niespełna 220 dni. Roczna suma opadów sięga 500–550 mm. Podobnie jak na większości terytorium kraju, również w rejonie Koła przeważają wiatry zachodnie, stanowiące blisko połowę ogółu wiatrów wiejących w ciągu roku. Wiosną i jesienią wzrasta udział wiatrów wschodnich. Nadto, stacja IMGW w Kole odnotowuje dużą (7,3%) ilość cisz. Średnia ważona wiatrów (bez rozbicia na kierunki) sięga 4,2 m/s, a wiatry wiejące z prędkością 3–7 m/s stanowią prawie 60% ogólnego udziału wiatrów w ciągu roku. Na mniej zurbanizowanych terenach takie prędkości wiatrów stwarzają dosyć dogodne warunki dla lokalizacji elektrowni wiatrowych.
Warunki klimatu lokalnego, chociaż zbliżone do przedstawionej wyżej specyfiki makroklimatu, są jednak dosyć zróżnicowane. Największy, modyfikujący wpływ na klimat lokalny ma obecność szerokiej doliny Warty z dużymi powierzchniami wilgotnych i podmokłych łąk oraz urozmaicona rzeźba terenów zainwestowanych.
| Miesiąc                          | Sty  | Lut | Mar  | Kwi  | Maj  | Cze  | Lip   | Sie  | Wrz  | Paź | Lis  | Gru  | Roczna |
| -------------------------------- | ---- | --- | ---- | ---- | ---- | ---- | ----- | ---- | ---- | --- | ---- | ---- | ------ |
| Średnie temperatury w dzień [°C] | 0    | -1  | 5    | 11   | 18   | 23   | 23    | 24   | 19   | 13  | 5    | 2    | 12     |
| Średnie temperatury w nocy [°C]  | -4   | -8  | -2   | 2    | 7    | 12   | 13    | 13   | 9    | 5   | 0    | -1   | 4      |
| Opady [mm]                       | 30.5 | 33  | 22.9 | 38.1 | 27.9 | 45.7 | 104.1 | 58.4 | 35.6 | 33  | 17.8 | 58.4 | 502,9  |
| Źródło: Weatherbase 24.01.2009   |      |     |      |      |      |      |       |      |      |     |      |      |        |

## Demografia
| II poł. XIV w. | 500    | 1928 | 12 400 |
| 1549           | 750    | 1938 | 13 000 |
| kon. XVI w.    | 1000   | 1945 | 7085   |
| 1616           | 1800   | 1947 | 11 261 |
| 1793           | 1400   | 1959 | 10 906 |
| 1817           | 2166   | 1970 | 13 200 |
| 1836           | 3175   | 1980 | 19 900 |
| 1854           | 4637   | 1986 | 21 500 |
| 1865           | 5703   | 1990 | 22 500 |
| 1870           | 6449   | 2000 | 24 518 |
| 1909           | 9397   | 2005 | 23 251 |
| 1914           | 10 854 | 2010 | 23 426 |
| 1921           | 11 450 | 2012 | 23 064 |
|                |        | 2024 | 19 284 |

Struktura demograficzna mieszkańców Koła według danych z 31 grudnia 2007:
| Opis                                | Ogółem | Ogółem | Kobiety | Kobiety | Mężczyźni | Mężczyźni |
| ----------------------------------- | ------ | ------ | ------- | ------- | --------- | --------- |
| Jednostka                           | osób   | %      | osób    | %       | osób      | %         |
| Populacja                           | 23 018 | 100    | 12 277  | 53,34   | 10 741    | 46,66     |
| Wiek przedprodukcyjny (0–17 lat)    | 4417   | 19,19  | 2177    | 9,46    | 2240      | 9,73      |
| Wiek produkcyjny (18–65 lat)        | 15 377 | 66,8   | 7771    | 33,76   | 7606      | 33,04     |
| Wiek poprodukcyjny (powyżej 65 lat) | 3224   | 14,01  | 2329    | 10,12   | 895       | 3,89      |

W mieście zmniejsza się liczba ludności. Tendencja spadkowa charakteryzuje procesy migracji z miasta do większych miast i za granicę, spowodowane głównie dużym bezrobociem i brakiem wyższych uczelni. W roku 2007 zarejestrowanych było 1383 bezrobotnych (w tym 957 kobiet), co daje 9% osób bez pracy w wieku produkcyjnym.

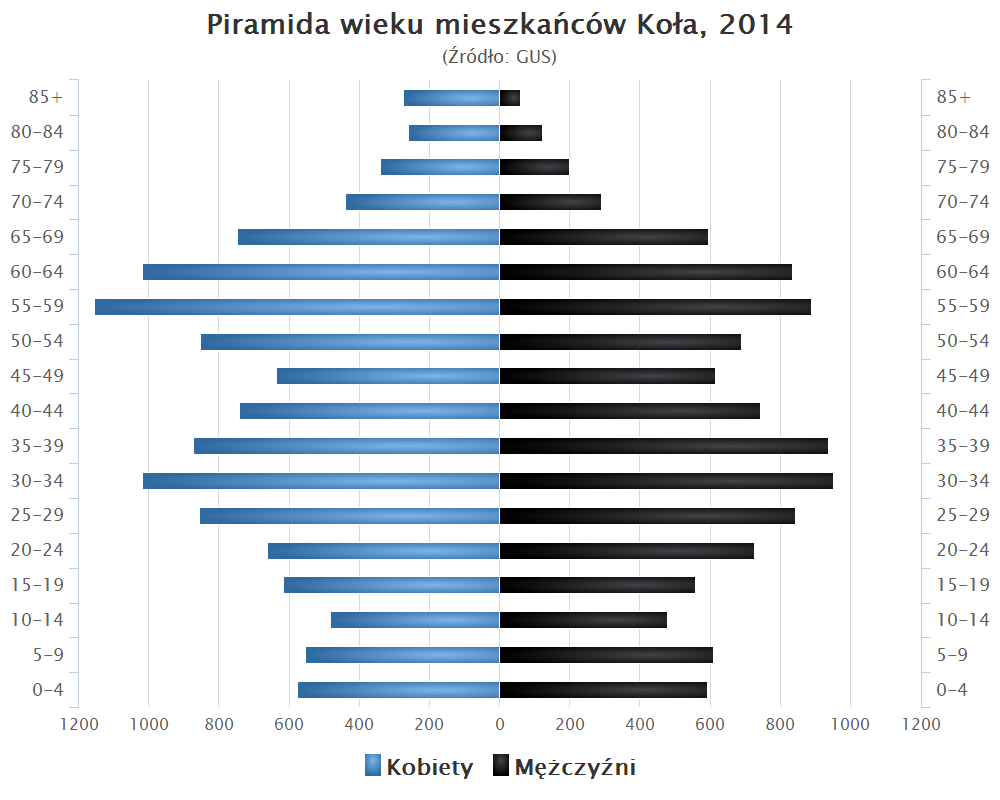
Piramida wieku mieszkańców Koła w 2014 roku

## Toponimika nazwy
Nazwa Koła wywodzi się prawdopodobnie od położenia w zakolu rzeki Warty, która w tym miejscu zmienia kierunek z północnego na zachodni i tworząc szeroki łuk oblewa przestrzeń, gdzie usadowiła się znana już sprzed lokacji wieś królewska. Miłośnicy tradycji przypisują jednak powstanie tej nazwy raczej czynnikom historycznym niż geograficznym, utrzymując, że jest to etymologiczną pozostałością wieców starszyzny rodowej, tzw. kół. Byłoby to w prostej linii prehistorią dawnych sejmików kolskich.
Wywód taki podaje Słownik geograficzny Królestwa Polskiego. Według niego nazwa pochodzi od zgromadzeń publicznych, czyli tak zwanych „kół” nawiązując do odbywania się wieców, a później sejmików. Miasto Koło pełniło ważną, administracyjną rolę dla regionu oraz całego Królestwa Polskiego. Przez kilkaset lat od początku XV wieku w mieście odbywały się sejmiki generalne prowincji wielkopolskiej. Ostatni taki sejmik zebrał się w 1716 roku.
Istnieje legenda mówiąca, iż Kazimierz Wielki przejeżdżając w okolicach miasta doświadczył uprzejmości mieszkańców w chwili, gdy od powozu, którym podróżował odpadło koło. Zdarzenie to i jego konsekwencje w postaci lokacji miasta i nadania mu nazwy stosownej do przyczyny.
Podczas okupacji niemieckiej miasto wcielone zostało do Kraju Warty. Nadano mu nazwę Wartbrücken, wkrótce zmienioną na Warthbrücken (w wolnym tłumaczeniu „mosty na Warcie”).

## Historia

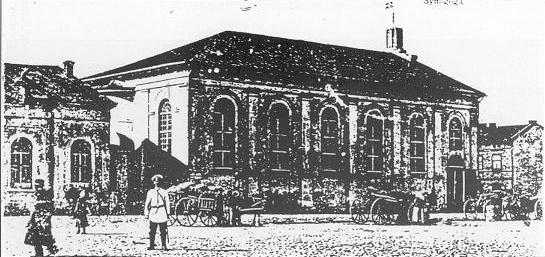
Żydowska synagoga (XIX wiek)

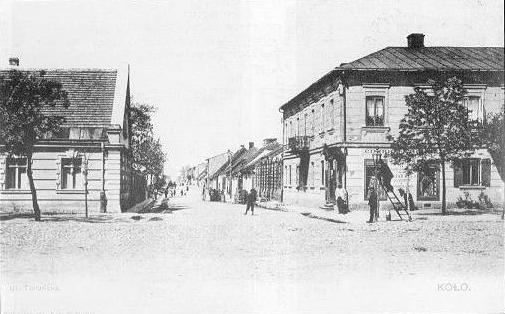
Zabudowania ul.Toruńskiej (1910 r.)

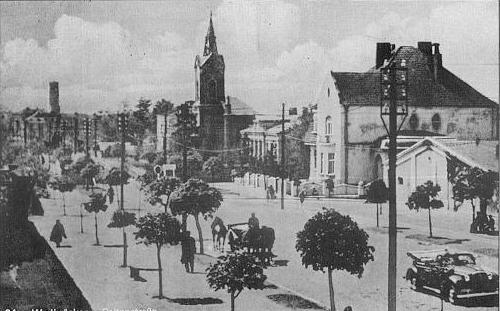
Centrum miasta (początek XX wieku)

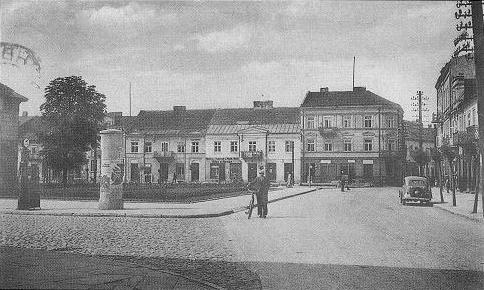
Zabudowa Starówki (1920 r.)

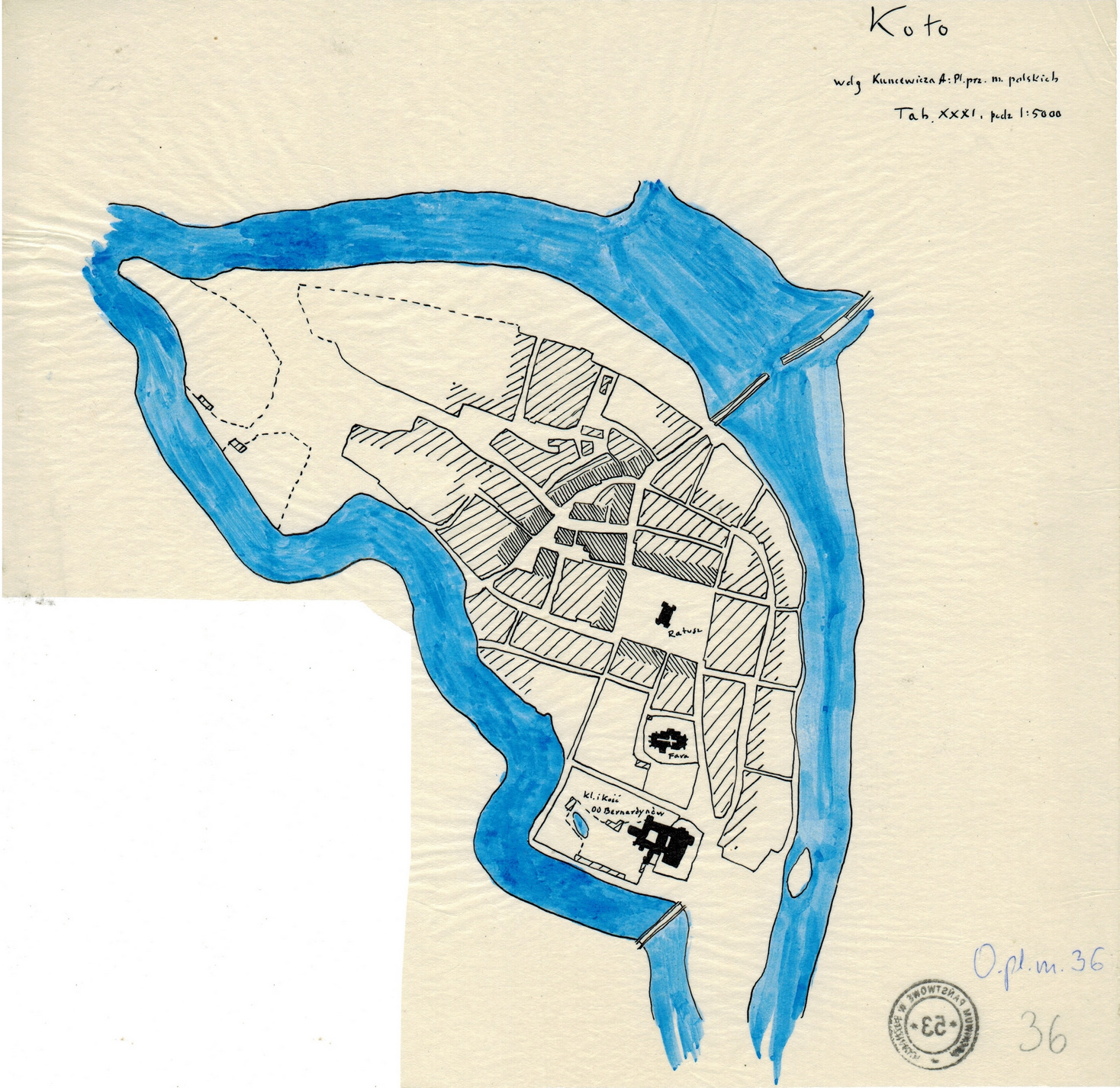
Odrys planu miasta Koło wg H. Müncha pochodzący z XX w. – (miejsce przechowywania: Archiwum Państwowe w Poznaniu)

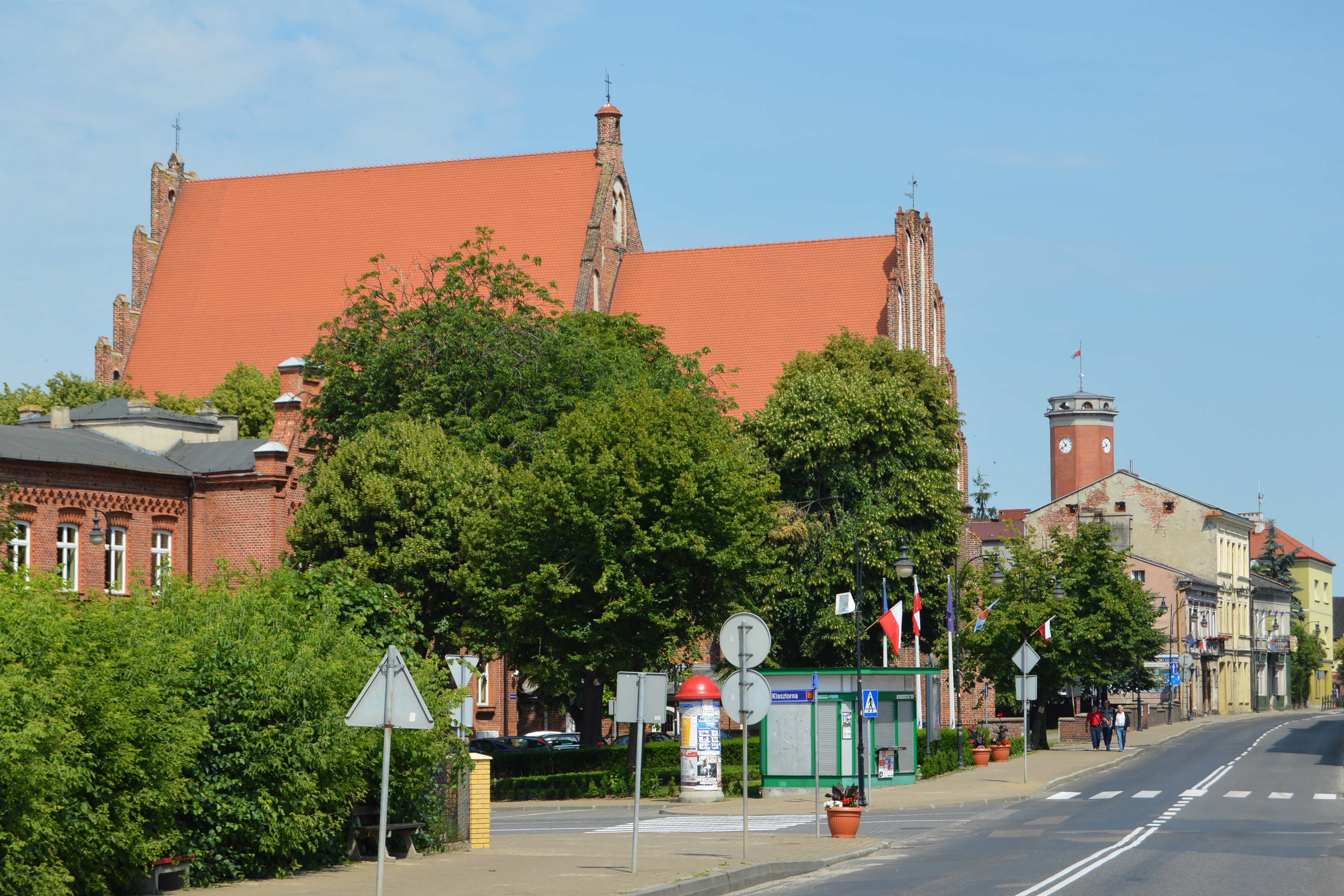
Zabudowa ulicy A. Mickiewicza

Miasto zostało lokowane 18 lipca 1362 r. na prawie magdeburskim na wyspie rzecznej przez Jana Henryka wójta z Warty na podstawie przywileju Kazimierza Wielkiego. Było własnością królewską, a lokujący miejscowość Henryk został dożywotnim wójtem za jednorazową opłatą 60 grzywien groszy praskich. Wraz z Kołem król oddał mu w zarząd także pobliskie wsie Bliznę oraz Nagórną.
Ze względu na swe położenie miasto nie posiadało murów, tylko przy wlotach głównych dróg stały dwie bramy: Kaliska i Toruńska. Obok miasta wzniesiony został zamek ceglany na kamiennym fundamencie. Według niektórych podań w tym samym czasie powstał ratusz miejski, faktycznie został on jednak wybudowany w XVI wieku.
W 1409 roku poświęcono i konsekrowano kościół farny Podwyższenia Krzyża Świętego. Dziesięć lat później abp Mikołaj Trąba erygował kościół Świętego Ducha.
W 1433 w mieście odbyła się walna narada, na której Władysław Jagiełło przeprowadził uchwałę wojny z krzyżakami. W czasach Kazimierza Jagiellończyka odbywały się tu zwoływane przez króla zjazdy polskiej szlachty. W czasie wojny trzynastoletniej Koło wystawiło w 1458 roku 15 pieszych na odsiecz oblężonej polskiej załogi Zamku w Malborku. W XVI i XVII wieku kilkukrotnie odbywają się w miejscowości walne zjazdy szlachty wielkopolskiej. Odbyły się one m.in. w 1572 roku po śmierci Zygmunta II Augusta dla ustalenia władzy rządowej oraz sądów na czas bezkrólewia, w 1590 bezprawnie zwołany przez prymasa Karnkowskiego zjazd mający na celu odsunięcie od władzy hetmana Jana Zamojskiego, w 1607 z inicjatywy wojewody rawskiego Zygmunta Grudzińskiego dla poparcia rokoszu Zebrzydowskiego.
Zjazdy szlachty sprzyjały rozwojowi rzemiosła oraz handlu. Na początku XVI wieku miasto miało już bardzo liczne cechy rzemieślnicze. W 1513 Zygmunt I Stary potwierdził dawne przywileje kolskim sukiennikom, siodlarzom, kowalom, nożownikom, ślusarzom, pasamonikom i zdunom, a w 1516 także krawcom, piwowarom i innym. Cechy krawiecki, szewski i garbarski otrzymały przywileje od Zygmunta II Augusta w 1552.
Położone na prawym brzegu Warty przedmieście Zduny otrzymało w 1559 r. od Zygmunta Augusta prawo wyboru własnego samorządu. W mieście już w XVI wieku liczna była społeczność żydowska, o której mówił kolejny przywilej Zygmunta Augusta z 1564: ...iż oni pod względem handlu i zarobku porówni są z innymi mieszkańcami tego miasta, ponoszą zarówno ciężary i podatki.
W 1622 r. Koło zostało spalone przez oddział lisowczyków. W połowie XVII wieku miasto zaczęło podupadać. Poważnych zniszczeń doznało podczas potopu szwedzkiego w 1655 r. Pod Kołem stacjonowało wówczas 34 000 żołnierzy, dowodzonych przez króla Szwecji Karola Gustawa, który przyjął tutaj posła polskiego Krzysztofa Przyjemskiego. W II połowie XVIII wieku było największym miastem ówczesnego powiatu konińskiego i liczyło 1400 mieszkańców.

### Rozbiory Polski
Po II rozbiorze Polski Koło znalazło się w Królestwie Prus, w departamencie kaliskim Prus Południowych. W 1794 roku miasto zostało zdobyte szturmem przez oddział insurgentów dowodzonych przez Ksawerego Dąbrowskiego. Po udanym powstaniu wielkopolskim (1806), zainicjowanym przez gen. Jana Dąbrowskiego, i utworzeniu Księstwa Warszawskiego, Koło znalazło się w departamencie kaliskim.
W 1806 Koło liczyło 2500 mieszkańców, w tym 800 Żydów, a w 1827 znajdowało się w nim 286 domostw oraz 2904 mieszkańców.

### Królestwo Polskie
W 1815 utworzono Królestwo Polskie, Koło znalazło się w ponownie utworzonym województwie kaliskim; w 1832 województwo kaliskie przemianowano na gubernię kaliską, którą w 1845 połączono z gubernią mazowiecką i utworzono gubernię warszawską; w 1867 ponownie utworzono gubernię kaliską, a ze wschodniej części powiatu konińskiego wydzielono powiat kolski.
Wyraźny rozwój gospodarczy nastąpił w 1 poł. XIX w., kiedy powstał kalisko-mazowiecki okręg przemysłowy, a w 1824 Koło uregulowano na osadę fabryczną. W latach 1832–1833 w Kole działały już 22 przędzalnie i 43 warsztaty tkackie. W 1842 Józef Freudenreich założył pierwszą fabrykę fajansu i majoliki, w 1876 w mieście działały już cztery fabryki ceramiczne. W 1903 roku powstało tu Towarzystwo Muzyczne „Lutnia”.
Podczas powstań w 1831 i 1863 roku w mieście doszło do potyczek z wojskami carskimi.  
W 2 poł. XIX w. Słownik geograficzny Królestwa Polskiego podawał, że w mieście istniały: murowany kościół parafialny, ewangelicki dom modlitwy, 2 synagogi, dom schronienia dla 11 starców i kalek, szkoła początkowa, sąd, urząd powiatowy i miejski, zarząd leśnictwa, czytelnia publiczna, stacja telegraficzna i pocztowa oraz kilka zakładów przemysłowych: 3 fabryki fajansu, tasiemek, cykorii, jeden browar, młyn wodny z foluszem oraz kilkanaście wiatraków zbożowych.
W 1905 roku w Kole doszło do wystąpień rewolucyjnych. W podobnym okresie wystąpiły w mieście strajki szkolne.

### Dwudziestolecie międzywojenne
Po odzyskaniu przez Polskę niepodległości Koło znalazło się w województwie łódzkim. 1 listopada 1921 r. otwarto linię kolejową z Kutna do Strzałkowa przez Koło. W 1924 r. w granice miasta włączono wsie Blizna i Nagórna. 1 kwietnia 1938 r. Koło przyłączono administracyjnie do województwa poznańskiego. W okresie międzywojennym w mieście czynne były: fabryki fajansu, maszyn rolniczych, młyny, tartaki i cegielnie.
Przed wybuchem wojny, w lipcu 1939 roku, grupa fortyfikacyjna nr 31 wraz kombinowaną kompanią z 68 i 70 pp, przystąpiły do budowy żelbetowych umocnień na zachodnim brzegu Warty.

### II wojna światowa
2 września 1939 r. doszło do nalotu bombowców niemieckich na miasto. Samoloty Luftwaffe zaatakowały specjalny pociąg ewakuacyjny z Krotoszyna z urzędnikami państwowymi, funkcjonariuszami Poczty Polskiej, kolejarzami i ich rodzinami. W ataku zginęło co najmniej 100 osób.
Po zakończeniu działań wojennych władze niemieckie wcieliły Koło do Rzeszy Niemieckiej, do okręgu Warthegau, zmieniając nazwę na Warthbrücken. Rozpoczął się terror wobec miejscowych Polaków oraz eksterminacja kolskich Żydów. W 1939 zamordowany został przedsiębiorca i działacz społeczny Czesław Freudenreich z córką. Rok później - 27 kwietnia - na kolskim rynku Niemcy rozstrzelali 3 Polaków, w obecności spędzonych na rynek mieszkańców miasta (ofiary tej egzekucji upamiętnia tablica, znajdująca się na tylnej ścianie ratusza). Wszystkie synagogi zostały zniszczone, a do końca 1939 r. rozstrzelano około 300 Żydów. Wskutek egzekucji, wysiedleń i chorób populacja Żydów w Kole szybko zmniejszała się – od 4987 osób w r. 1939 przez 3000 w grudniu 1940 r. do 2300 w grudniu 1941 r. Z miasta wysiedlono także większość Polaków do Generalnego Gubernatorstwa, a w zamian sprowadzono Niemców w ramach akcji kolonizacyjnej Heim ins Reich.
Między 8 a 11 grudnia 1941 r. wszyscy pozostali w kolskim getcie Żydzi zostali zgładzeni w pobliskim miejscu zagłady w Chełmnie nad Nerem.
Miasto zostało zdobyte 20 stycznia 1945 roku przez oddziały 1 Gwardyjskiej Armii Pancernej i 5 Armii Uderzeniowej 1. Frontu Białoruskiego marszałka Gieorgija Żukowa. W walkach o zdobycie miasta zginęło 132 żołnierzy radzieckich.

### Okres powojenny

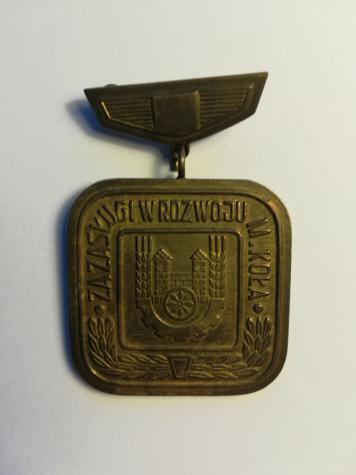
Odznaka honorowa „Za zasługi w rozwoju miasta Koła”

W 1961 r. w mieście powstały, specjalizujący się w galanterii łazienkowej, Zakłady Wyrobów Sanitarnych. W 1962 r. uruchomiono Fabrykę Materiałów i Wyrobów Ściernych „Korund”, w której pracowało w okresie jej największego rozwoju ok. 1200 pracowników. Na przełomie lat 60. i 70. XX w., w mieście rozpoczęto budowę bloków wielorodzinnych. W 1970 roku powstało Kolskie Towarzystwo Kulturalne. W 1974 roku produkcję rozpoczęły podówczas największe w kraju Zakłady Mięsne. W 1975 roku oddano do użytku Proszkownię Mleka przy zakładzie mleczarskim Wojewódzkiej Spółdzielni Mleczarskiej. Działały tu również w okresie Polski Ludowej dawna fabryka Freudenreichów, cegielnia Łódzkiego Przedsiębiorstwa Ceramiki Budowlanej, wytwórnia wyrobów dziewiarskich Zakładu Przemysłu Dziewiarskiego „Polo” w Kaliszu, przetwórnia owoców i warzyw przy Wojewódzkiej Spółdzielni Ogrodniczej, a także Wielkopolskie Zakłady Mechanizacji Budownictwa „ZREMB” wytwarzające agregaty tynkarskie i rusztowania do robót elewacyjnych oraz Kolskie Zakłady Produkcji Betonów.
W latach 1975–1998 miasto administracyjnie należało do województwa konińskiego. W 1980 r. w pobliżu budowanego osiedla Kolejowa, biskup Jan Zaręba poświęcił nowy kościół Matki Bożej Częstochowskiej. 25 maja 1987 r. miała miejsce katastrofa budowlana ratusza; zniszczeniu uległa wieża oraz południowe skrzydła. Odbudowa wieży zakończyła się w 2004 r., a całość prac zakończono w 2012 r..
Po reformie administracyjnej w 1999 r. Koło włączono do województwa wielkopolskiego. 16 czerwca 1999 r. oficjalnie ogłoszono św. Bogumiła patronem miasta. 1 listopada 2005 r. bp włocławski Wiesław Mering na osiedlu Płaszczyzna, erygował nową parafię, której patronem został opiekun miasta. W 2007 r. oddano do użytku halę sportową, której w czerwcu 2009 r. nadano imię Agaty Mróz-Olszewskiej. W lipcu 2014 r. oddano do użytku pływalnię.
8 lipca 2018 r. w kościele Nawiedzenia NMP odbyły się uroczystości państwowe upamiętniające 550-lecie polskiego parlamentaryzmu. Sprawowana była Msza św. z udziałem biskupów włocławskich Wiesława Meringa i Stanisława Gębickiego, a przed kościołem marszałek Sejmu Marek Kuchciński odsłonił pamiątkową tablicę.

## Architektura

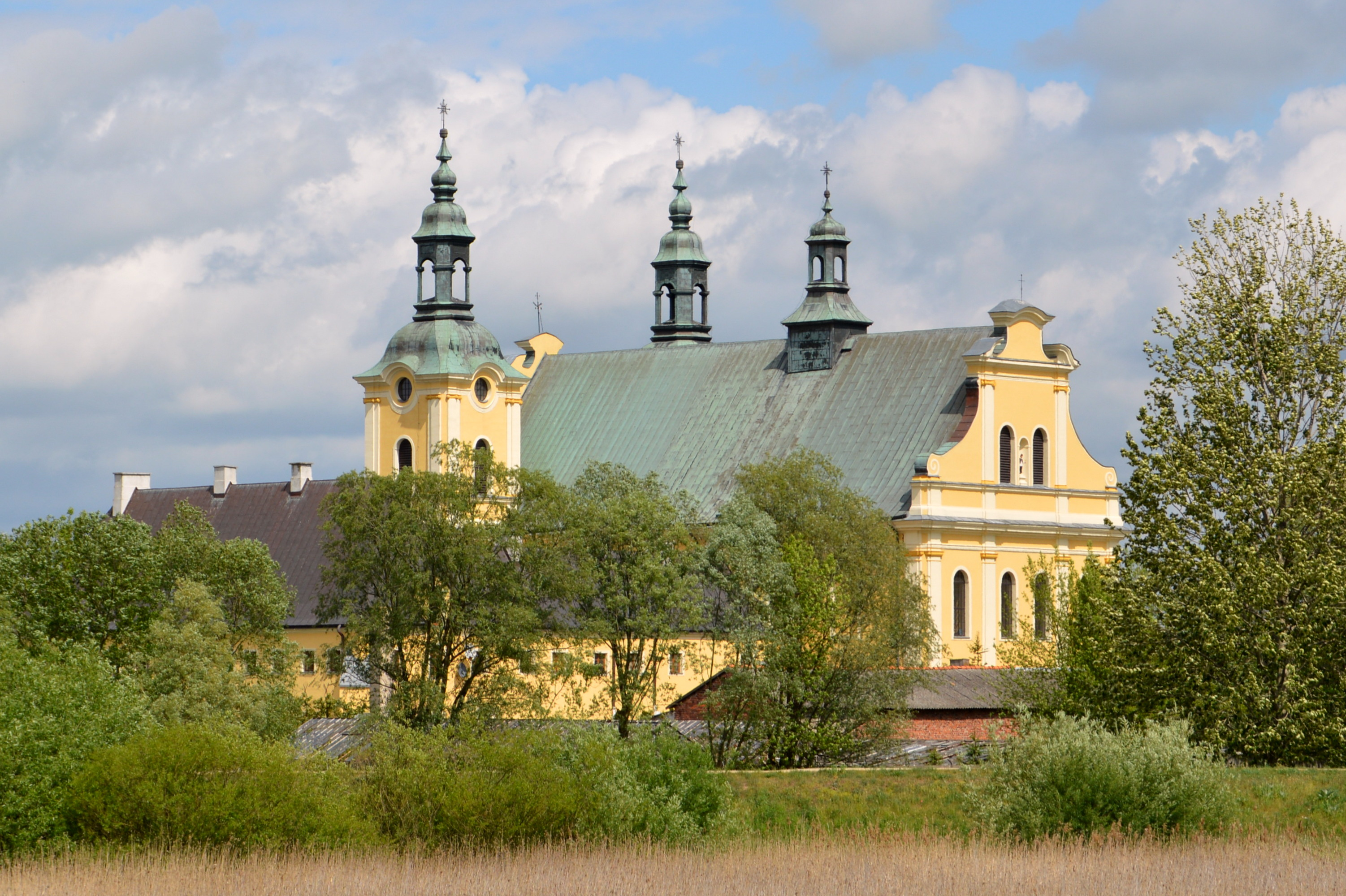
Kościół Nawiedzenia Najświętszej Maryi Panny i klasztor

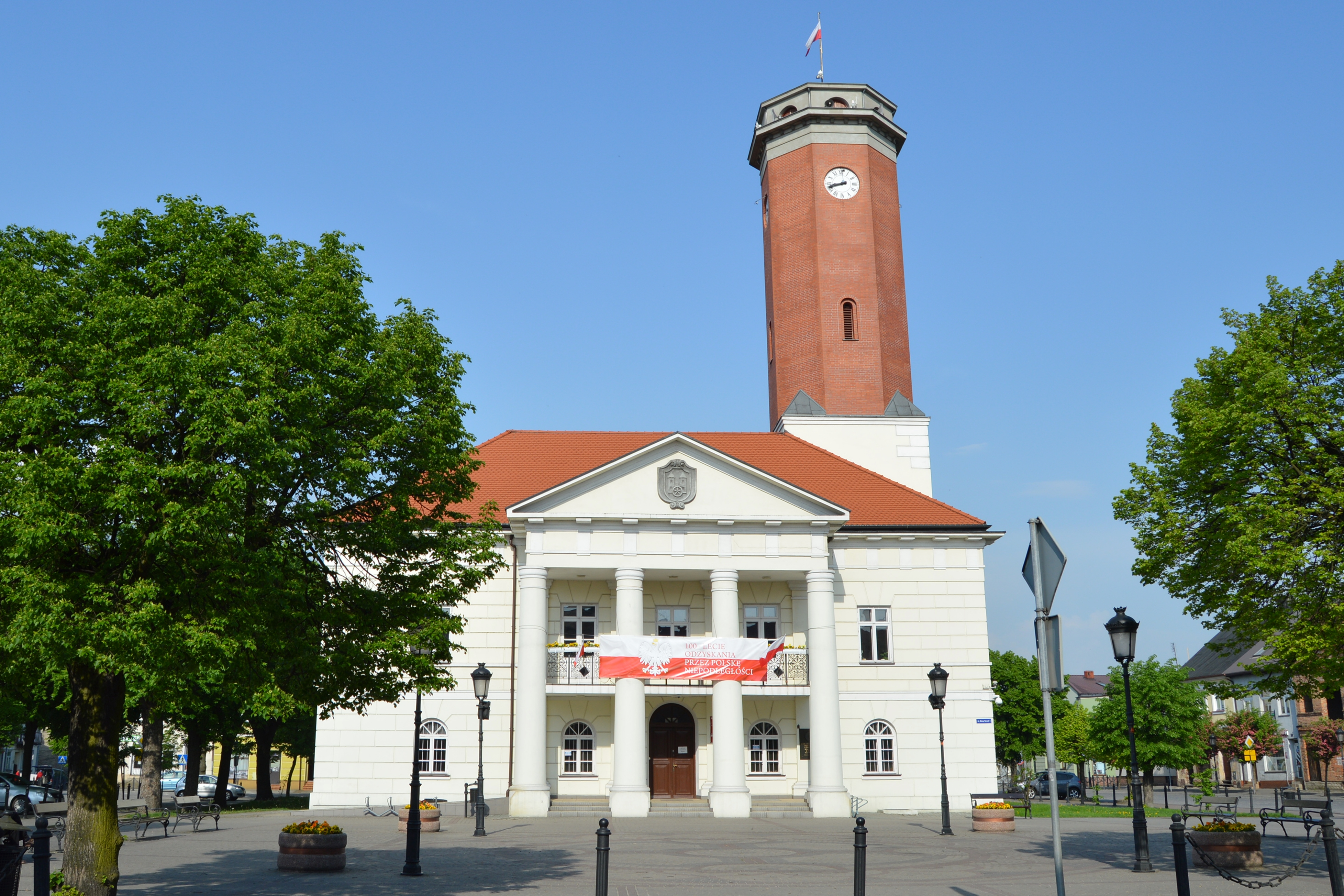
Ratusz miejski

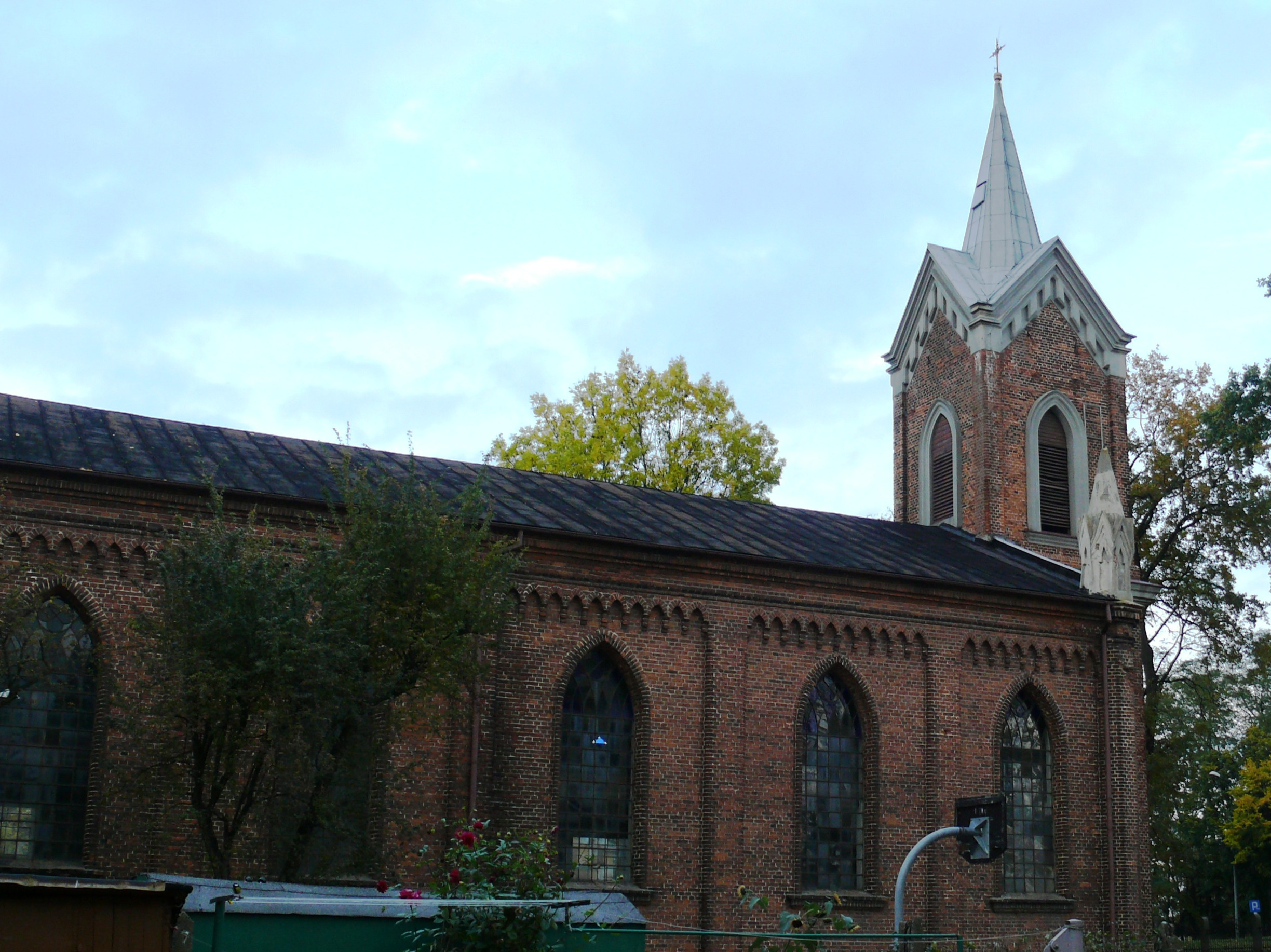
Kościół ewangelicko-augsburski

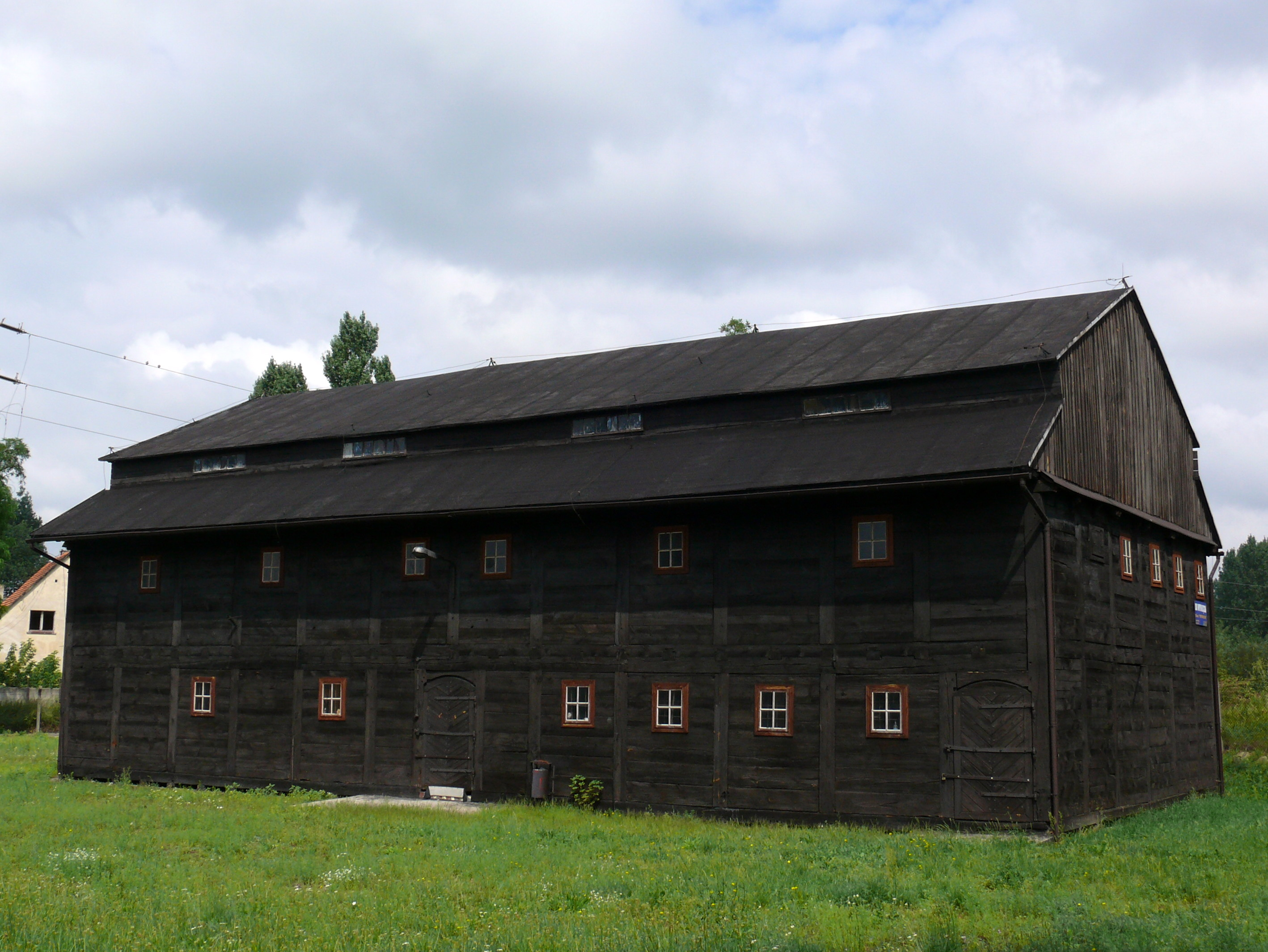
Spichlerz

### Zabytki

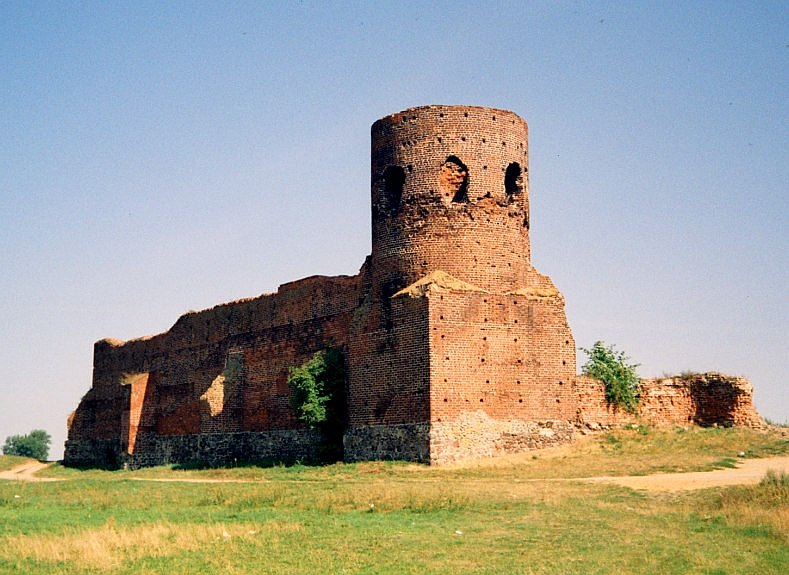
Ruiny zamku
Zamek został wybudowany w ostatnich latach panowania króla Kazimierza Wielkiego. Był typową gotycką fortecą, pełniącą funkcję siedziby starostów kolskich. Zamek był odwiedzany przez królów polskich, a od 1433 r. odbywały się w nim zjazdy wielkopolskiej szlachty. Warownia podupadła już w XVI wieku. Do naszych czasów dotrwały ruiny budowli – fragmenty zewnętrznych murów, fundamenty wieży bramnej i dolna część drugiej wieży.

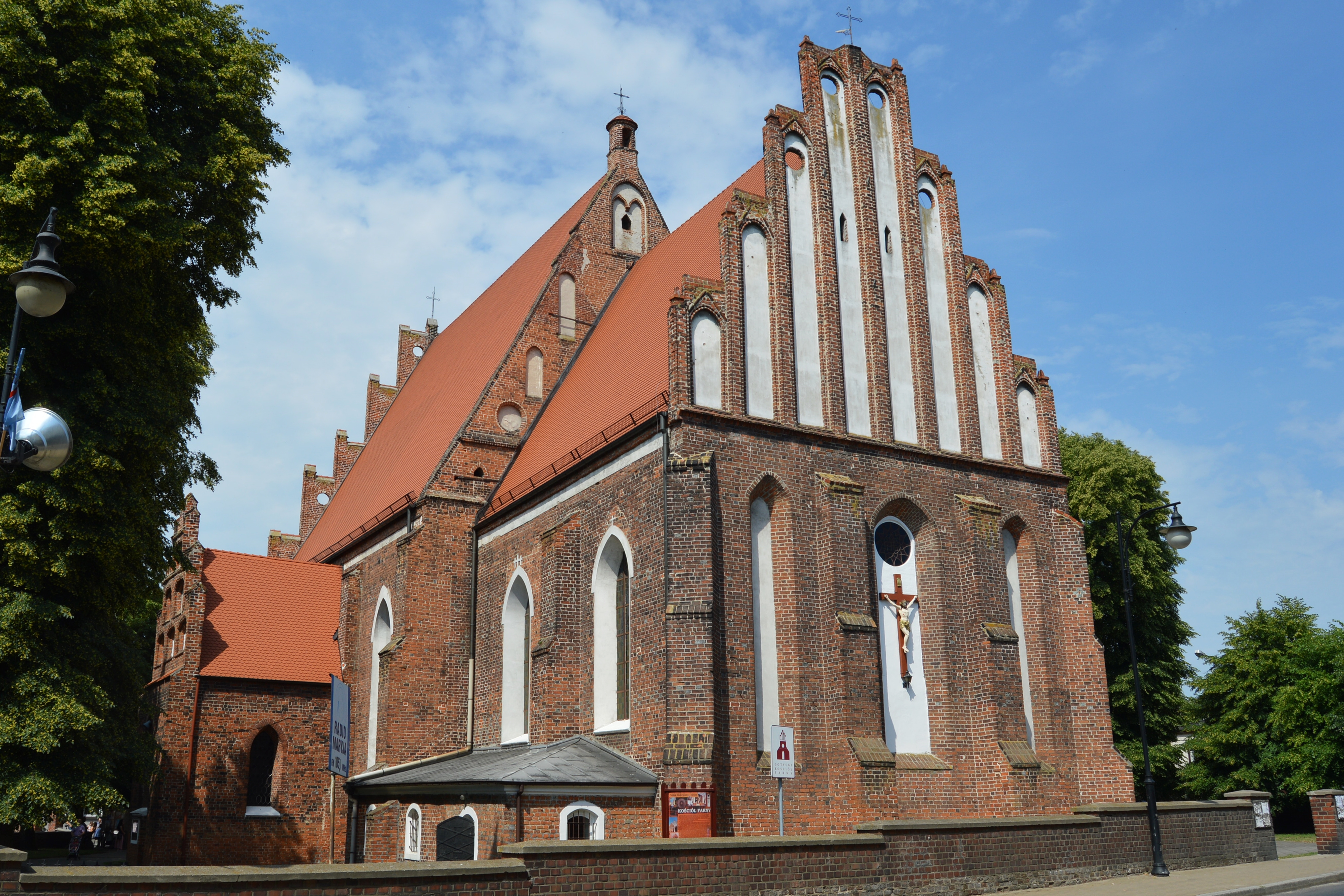
Kościół farny Podwyższenia Krzyża Świętego
Kościół gotycki, sięgający swymi początkami XIII wieku. Zachowany do naszych czasów pochodzi z początków XV wieku. Konsekrowany w 1409 r. i rekonsekrowany 23 czerwca 1895 r. Gmach świątyni jest z zewnątrz oszkarpowany. Fasada od strony prezbiterium posiada zdobione szczyty schodkowe ze sterczynami. Okna i wyposażenie wnętrza są neogotyckie. Kościół wyróżnia się polichromią oraz cennymi dziełami sztuki. Wewnątrz na szczególną uwagę zasługują: oryginalna gotycka ambona, późnorenesansowe sakramentarium z piaskowca oraz gotycka płyta nagrobna Jana z Garbowa.
Kościół Nawiedzenia NMP i klasztor bernardynów
Kompleks wybudowany w drugiej połowie XV wieku. (klasztor ufundowano w 1456 r.). Zniszczony wylewami Warty, odbudowany został w II połowie XVIII wieku. Późnobarokowy kościół powstał w latach 1773–1782. Bogate rokokowe wyposażenie wnętrza, m.in.: siedem ołtarzy architektonicznych, cztery konfesjonały, ambona, stalle zakonne. Późnorenesansowy nagrobek Stanisława Ruszkowskiego (zm. 1597), ostatniego rządcy zamku kolskiego, z leżącą postacią rycerza w zbroi. Epitafium Bartłomieja Wilczyńskiego (zm. 1591) z popiersiem zmarłego. Klasztor – w zrębie gotycki – przebudowany w latach 1755–1764. Od XV wieku kościołem i klasztorem opiekują się ojcowie bernardyni.
Ratusz miejski
Wzniesiony został w I połowie XVI wieku, pierwotnie gotycki. Budynek był restaurowany w 1782 r. i gruntownie przebudowany w latach 1835–1837, autorem projektu przebudowy był architekt polski włoskiego pochodzenia – Henryk Marconi. Zmieniono wtedy całkowicie elewacje, dobudowano dwa nierównej długości skrzydła, a utworzony w ten sposób od strony dziedziniec zamknięto murem. Ratusz jest jednopiętrowym gmachem klasycystycznym, z czterokolumnowym portykiem w fasadzie wschodniej. Jedyną widoczną pozostałością architektury gotyckiej była ceglana wieża o podstawie kwadratu, przechodząca w górnych kondygnacjach w ośmiobok, która w 1987 r. runęła w katastrofie budowlanej kolskiego ratusza.
Kościół ewangelicko-augsburski
Budowę neogotyckiej świątyni pod wezwaniem Opatrzności Bożej zakończono w 1883 r., wówczas także kościół został konsekrowany. Zniszczony został podczas walk o Koło w 1945 roku. Wysiłkiem niewielkiego grona wyznawców przeprowadzono remonty zabezpieczające kościół. Dopiero od 1998 r. rozpoczęto gruntowne prace renowacyjne. W 2001 r. miała miejsce rekonsekracja świątyni. Przy kościele znajduje się wybudowana w stylu klasycystycznym pastorówka. Oba budynki są własnością parafii ewangelicko-augsburskiej w Koninie.
Spichlerz
Położony nad brzegiem rzeki Warty, drewniany, o konstrukcji sumikowo-łątkowej, pochodzi z pierwszej połowy XIX wieku. Niegdyś służył do magazynowania zboża, które spławiano rzeką do Prus. W tamtym czasie w Kole było 20 podobnych spichlerzy.
Kaplica Przemienienia Pańskiego
Kaplica Przemienienia Pańskiego znajduje się na cmentarzu rzymskokatolickim w miejscu rozebranej w XVIII wieku budowli gotyckiej Świętego Wawrzyńca. Została wybudowana na początku XX wieku. Jest to budynek z wysoką, strzelistą wieżyczką wyróżnia się ciekawą architekturą. W podziemiach kaplicy znajdują się krypty grobowe tutejszych duchownych z początków XX wieku.
Dworzec kolejowy
Dworzec wybudowany w latach 1925–1928 przy linii kolejowej Kutno–Strzałkowo wraz z wieżą ciśnień. Na jego ścianie znajduje się tablica ku czci ofiar bombardowania dokonanego 2 września 1939 r. przez lotnictwo niemieckie. Przed dworcem znajduje się głaz upamiętniający ok. 80 tys. Żydów transportowanych tędy z getta łódzkiego do ośrodka zagłady w Chełmnie nad Nerem. Tu odbywała się przesiadka Żydów jadących do Kulmhof na wagony kolejki wąskotorowej. W 2013 r. został gruntownie odnowiony.
Pozostałe
- dom przy ul. Grodzka 2
- dom przy ul. Sienkiewicza 7
- dom przy Starym Rynku 26
- fabryka fajansu
- gmach Urzędu Miejskiego
- pastorówka
- wieża ciśnień
- willa „Sejmik”
- schrony poniemieckie

### Cmentarze

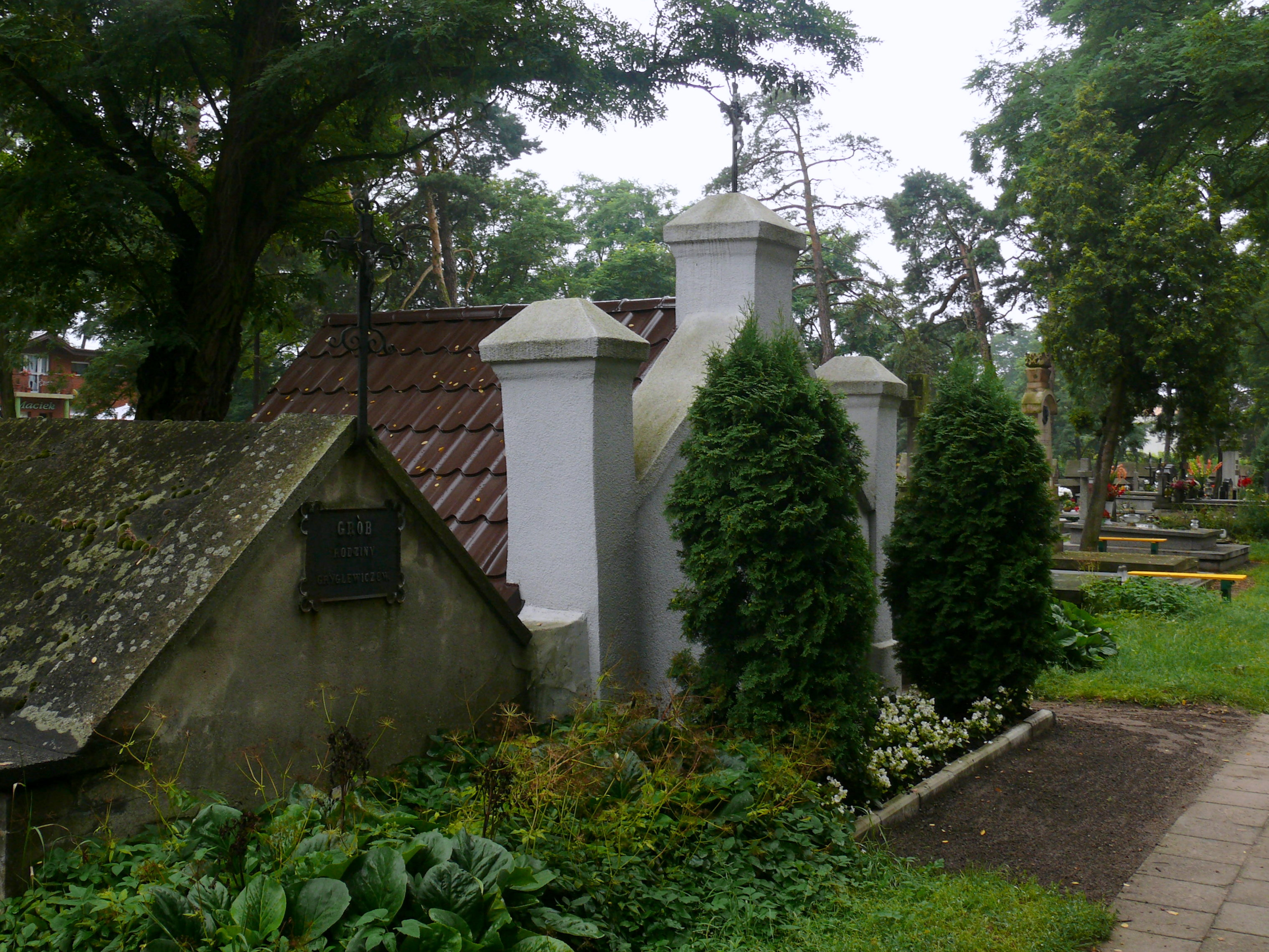
Cmentarz rzymskokatolicki
Dokładna data założenia cmentarza parafialnego w Kole jest trudna do ustalenia. Nie podaje jej żadne źródło archiwalne pochodzenia kościelnego. Także w materiałach drukowanych cmentarz jest wzmiankowany sporadycznie. W sposób encyklopedyczny wspominają o nim jedynie kolejne Roczniki Diecezji Włocławskiej. Dokumenty z 1811 roku informują, że pochówki zmarłych odbywają się na cmentarzu przy kościółku św. Wawrzyńca (znajdującego się w okolicach dzisiejszej kaplicy cmentarnej). W roku 1874 cmentarz otoczono parkanem, dzięki staraniom ks. Ignacego Górskiego. 9 sierpnia 1908 roku na cmentarzu ks. Edward Narkiewicz poświęcił kaplicę pw. Przemienienia Pańskiego.
W sobotę 2 września 1939 r. lotnictwo niemieckie zbombardowało okolice kolskiego dworca kolejowego, na którym znajdował się pociąg ewakuacyjny z ludnością cywilną z południowej Wielkopolski. Zginęło ponad 200 osób. Ofiary nalotu pochowano w zbiorowej mogile. Znajduje się tutaj także symboliczna mogiła poświęcona żołnierzom Wojska Polskiego poległym podczas II wojny światowej. Obecnie cmentarz zajmuje powierzchnię 3,46 ha. Jego właścicielem jest Kuria Diecezjalna we Włocławku, a użytkownikiem parafia Podwyższenia Krzyża Świętego w Kole.

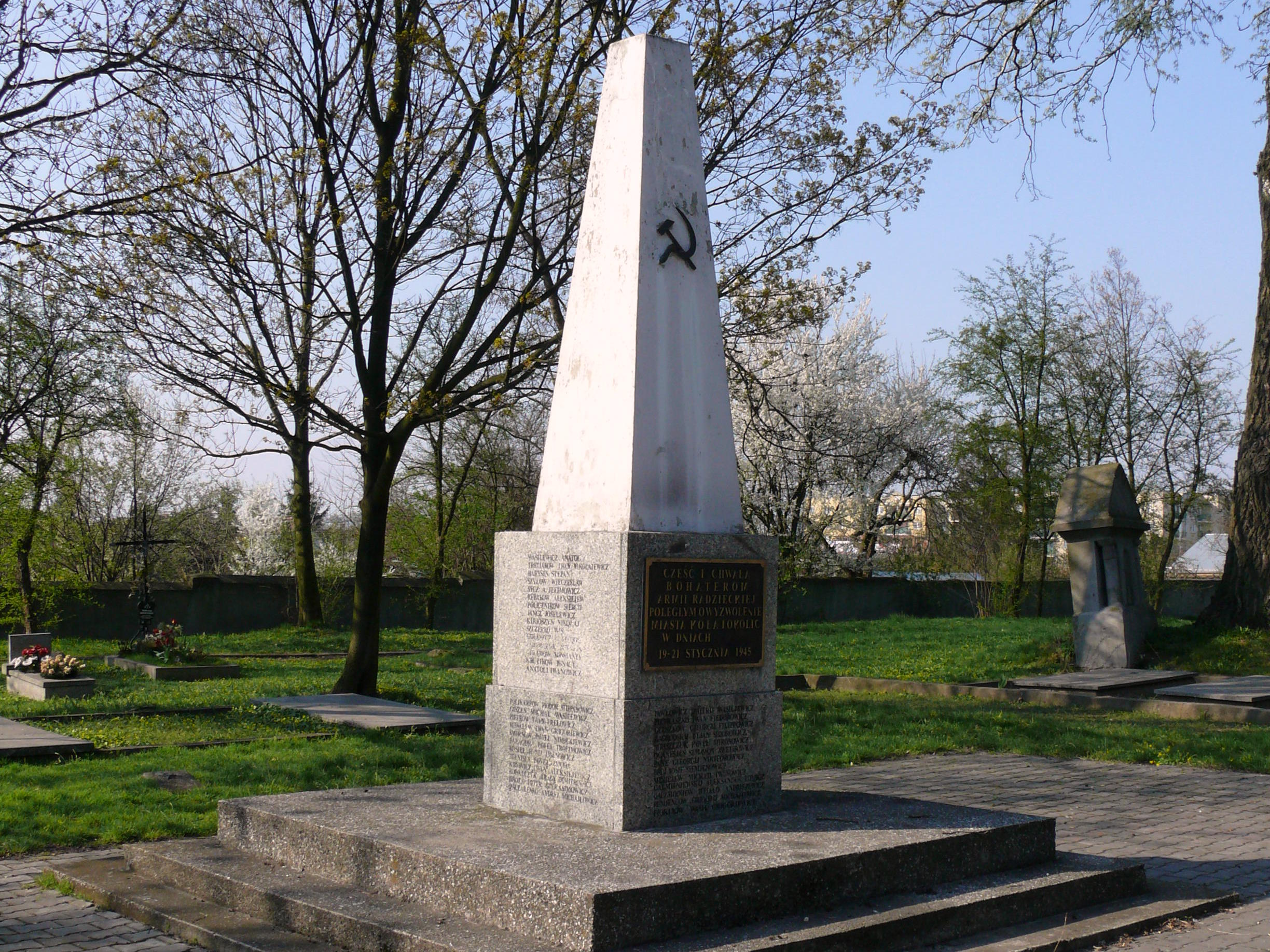
Cmentarz wojenny
Pochowani są tu polscy lotnicy z 1939 r. oraz żołnierze Armii Radzieckiej, którzy polegli w walce o Koło i okolice w styczniu 1945 r. W związku z tym usytuowano tu dwa pomniki. Pierwszy dotyczy walki powietrznej nad Kołem 5 września 1939 r., w której zginęli dwaj młodzi polscy lotnicy. Drugi obiekt to pomnik – obelisk ze symbolem ówczesnego ZSRR – sierpem i młotem, oraz napisem: Cześć i chwała bohaterom Armii Radzieckiej, poległym w wyzwolenie miasta Koła i okolic w dniach 19–21 stycznia 1945 roku. W kilkunastu kwaterach spoczywa tu 132 żołnierzy, których nazwiska są widoczne na tablicach wokół dolnej części obelisku. W lutym 1997 r. pochowano tu także 13 ekshumowanych zwłok żołnierzy radzieckich ze Słupcy.

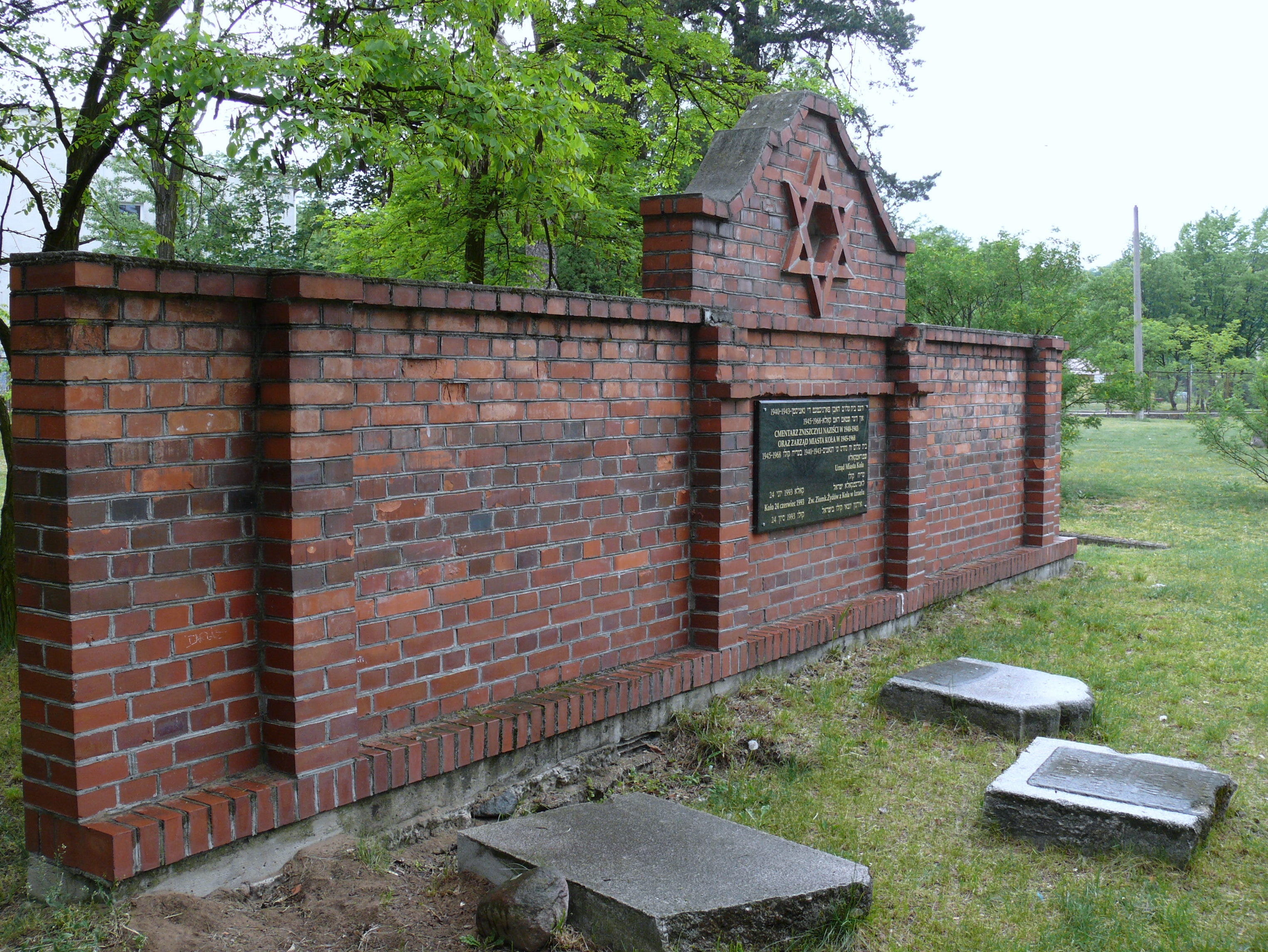
Cmentarz żydowski
Nie zachowany do dzisiaj, mający kilkuwiekową tradycję. Znajdował się między rzeką Wartą a ulicą 3 Maja. Obecnie jest to teren za domem kultury. W 1993 r. na pamiątkę istnienia usytuowano pomnik w postaci fragmentu muru z cegieł z umieszczoną na nim tablicą.
Zasadniczego zniszczenia cmentarza dokonali hitlerowcy; natomiast po 1945 r. dewastacja była spowodowana brakiem należytej opieki. W roku 1970 oddano do użytku, wybudowany na terenie graniczącym z cmentarzem, decyzją ówczesnych władz powiatowych – dom kultury. Kilka lat później zlokalizowano na tym terenie basen kąpielowy – co było profanacją cmentarza. Obecnie basen jest zasypany, a teren byłego cmentarza ogrodzony.
.
Cmentarz ewangelicki
Cmentarz w dużej mierze jest miejscem spoczynku tutejszych luterańskich Niemców, choć parafia ewangelicka, która zarządza cmentarzem jest otwarta na pochówek osób każdego wyznania. Mimo stosunkowo niewielkiego obszaru jaki zajmuje, można tu spotkać ciekawe, różnorodne nagrobki. Jedyna kolska nekropolia wpisana do rejestru zabytków.

## Polityka

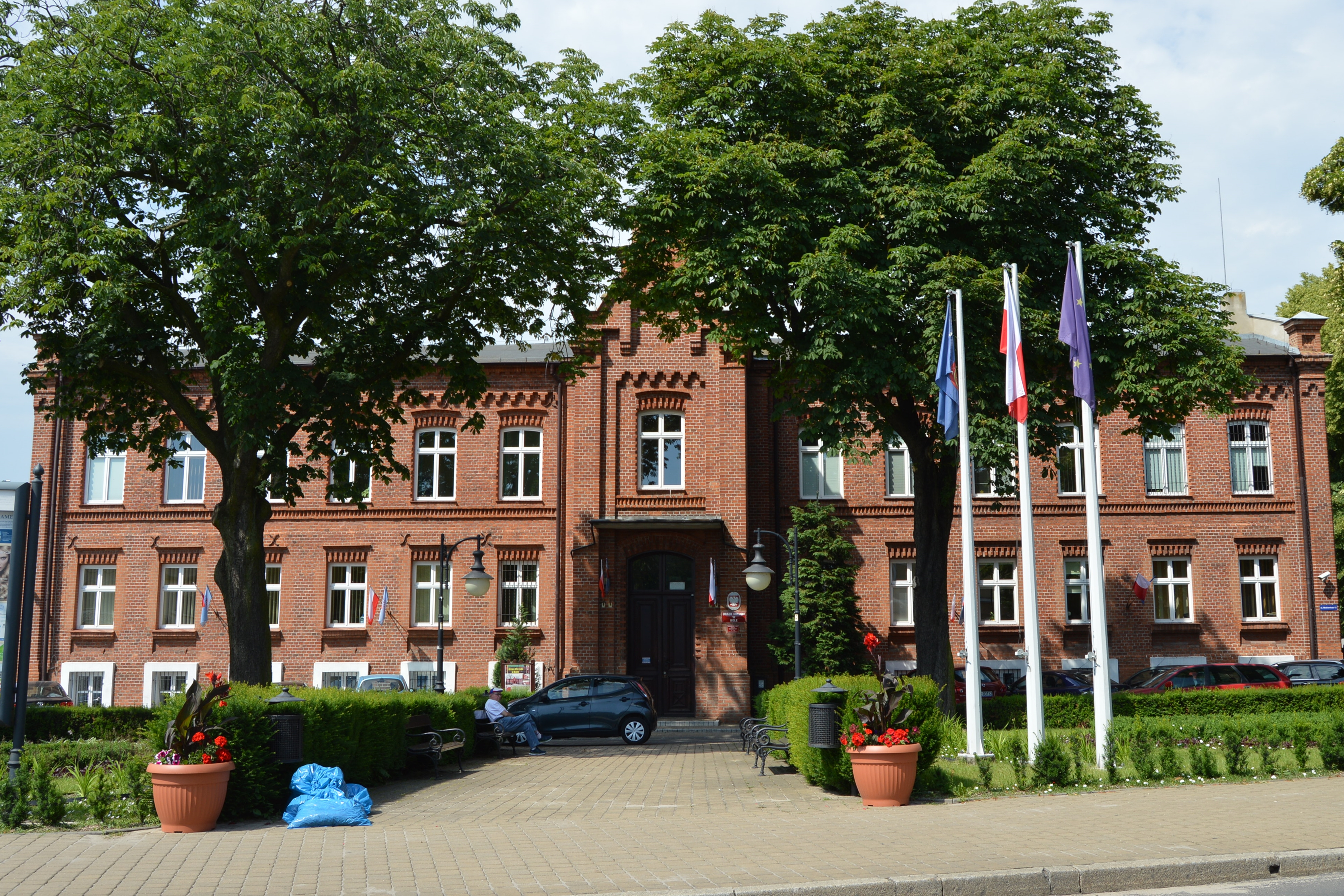
Budynek Urzędu Miejskiego

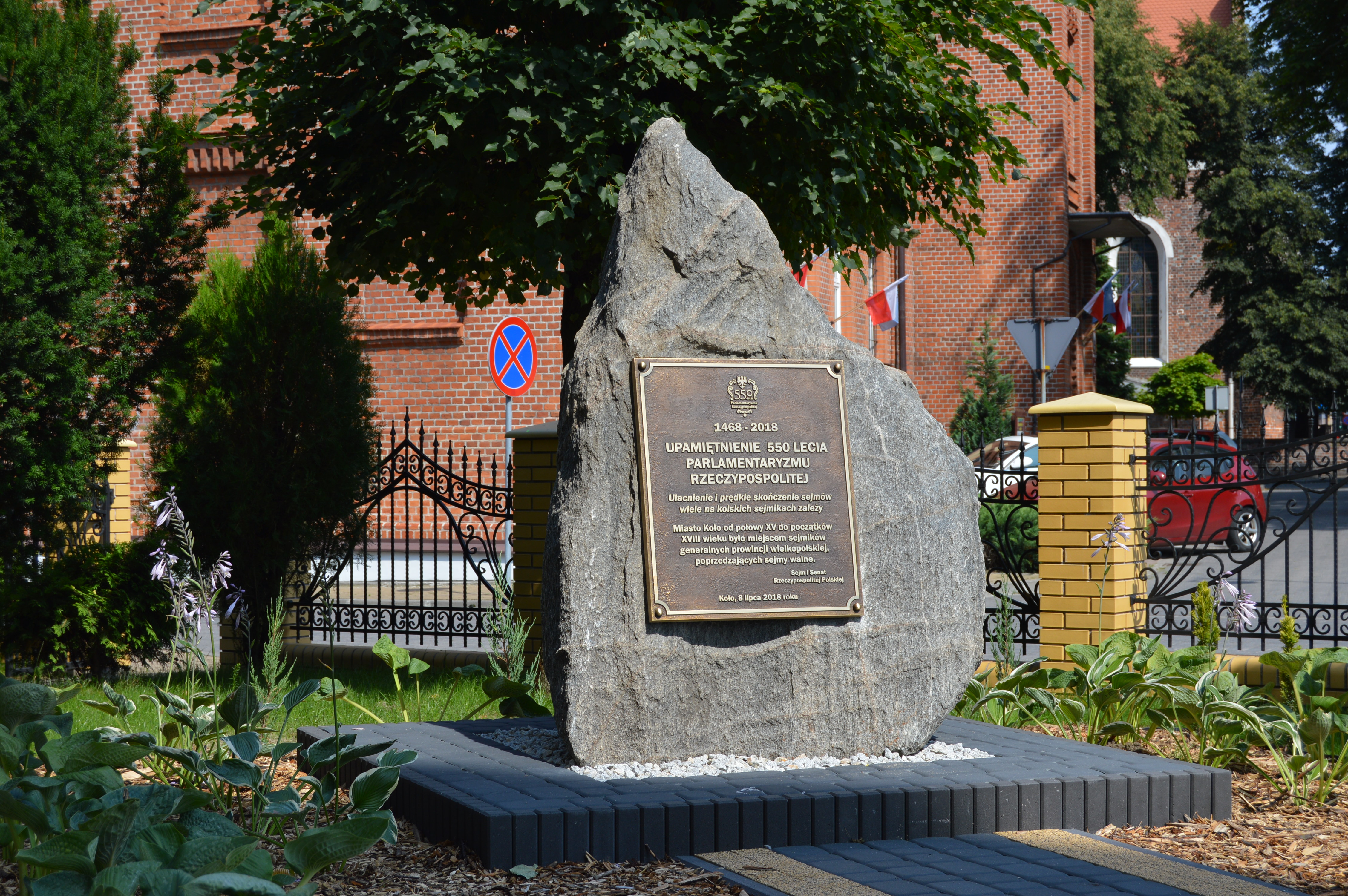
Tablica upamiętniająca 550-lecie polskiego parlamentaryzmu przed kościołem Nawiedzenia NMP

Burmistrz stoi na czele magistratu; od 2002 r. wybierany jest w wyborach bezpośrednich na 4-letnią, a od 2018 r. na 5-letnią kadencję. Jest on również organem wykonawczym miasta. Stanowi on jednoosobowy zarząd. Funkcję doradczą dla burmistrza miasta stanowi jego zastępca.
Od 8 grudnia 2014 r. urząd burmistrza miasta sprawował Stanisław Maciaszek wybrany z listy Prawa i Sprawiedliwości, zawieszony w pełnieniu funkcji 20 września 2017 21 września 2017 obowiązki burmistrza przejął dotychczasowy zastępca Elżbieta Modrzejewska, a po złożeniu rezygnacji Stanisława Maciaszka, na urząd burmistrza przez prezesa Rady Ministrów Mateusza Morawieckiego został powołany Jan Stępiński. 23 listopada 2018 r. stanowisko burmistrza objął Krzysztof Witkowski wybrany z listy Sojuszu Lewicy Demokratycznej, w 2024 r. uzyskał reelekcję.
Organem uchwałodawczym jest rada miejska składająca się z 15 radnych wybieranych w wyborach bezpośrednich odbywających się co 5 lat. Sesje Rady Miasta odbywają się w sali konferencyjnej kolskiego ratusza. Przewodniczącym Rady Miejskiej w kadencji 2024–2029 jest Mariusz Hanefeld.
Przynależność klubowa radnych:
- „Dalszy Rozwój Koła” – 12 radnych
- Radni niezrzeszeni – 3 radnych

W Kole siedzibę ma starosta kolski, który stoi na czele zarządu powiatu w regionie. Od 2018 roku urząd starosty kolskiego sprawuje Robert Kropidłowski z Prawa i Sprawiedliwości. Mieści się tutaj także siedziba władz samorządowych gminy wiejskiej Koło.
W wyborach parlamentarnych mieszkańcy Koła wybierają w okręgu wyborczym nr 37 – 9 posłów do Sejmu RP. Miasto wchodzi w skład jednomandatowego okręgu wyborczego nr 93 do senatu. Kolanie wybierają posłów do Parlamentu Europejskiego z okręgu wyborczego nr 7.

## Zieleń miejska

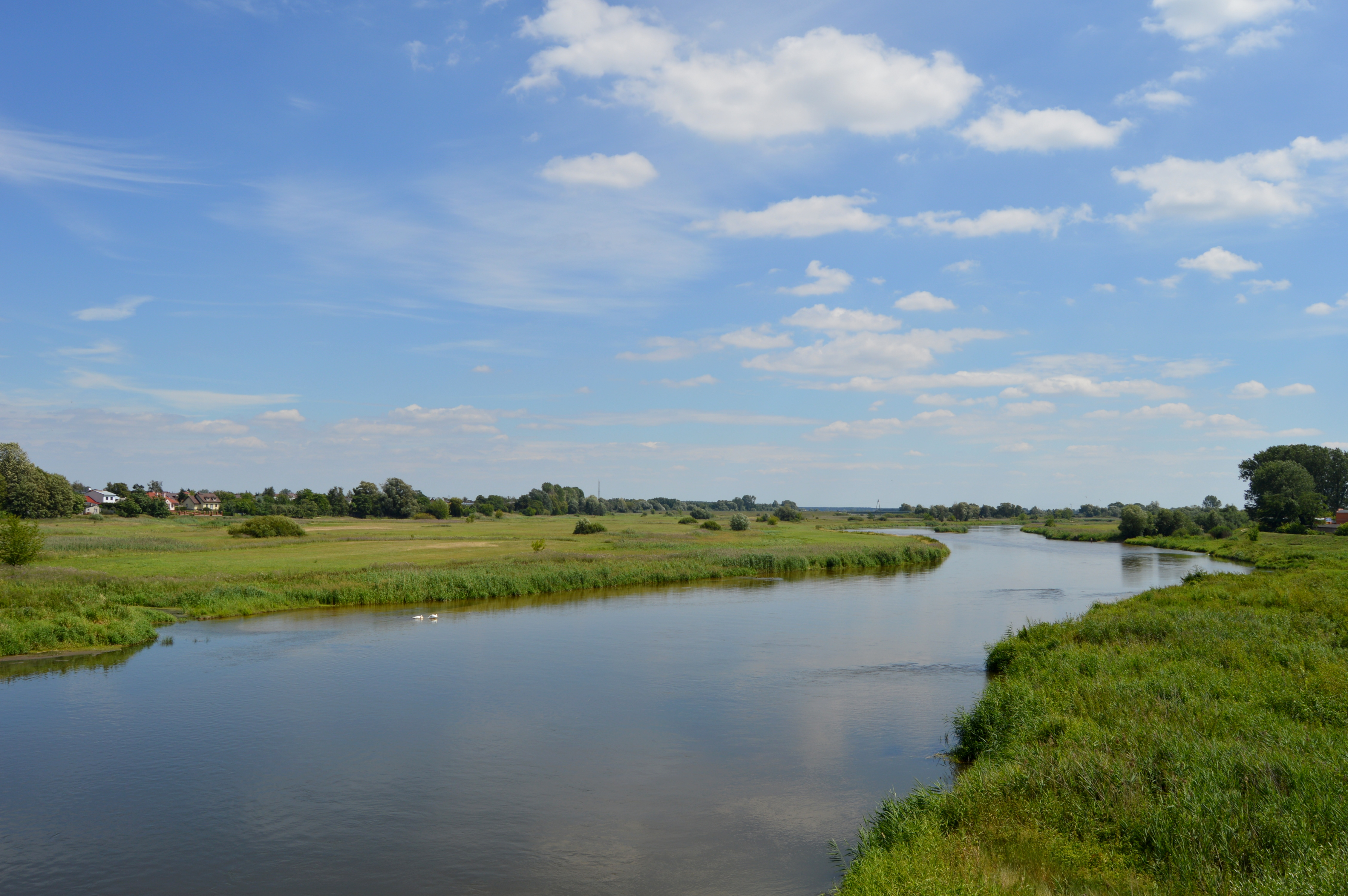
Dolina rzeki Warty w Kole

Na terenie miasta Koła znajdują się cztery parki. Cechuje je bogata fauna i flora. Są doskonałym miejscem wypoczynku dla mieszkańców i gości. Najstarszy swoją historią sięga XIX wieku.
Park 600-lecia ma ogólną powierzchnię 11 ha. Rośnie tu wiele gatunków drzew, m.in. klon jawor, jarząb pospolity, morwa biała, dąb szypułkowy czy kasztanowiec biały. Na terenie parku znajdują się dwa zbiorniki wodne.
Park im. Stanisława Moniuszki zajmuje 4 ha i jest najstarszym w mieście. Pośród alejek, w centrum znajduje się altanka. W skład drzewostanu wchodzą m.in. klony, wiązy, topole, kasztanowce i dwa pomnikowe dęby szypułkowe.
Oprócz tego istnieją w Kole dwa inne parki.

## Wspólnoty religijne

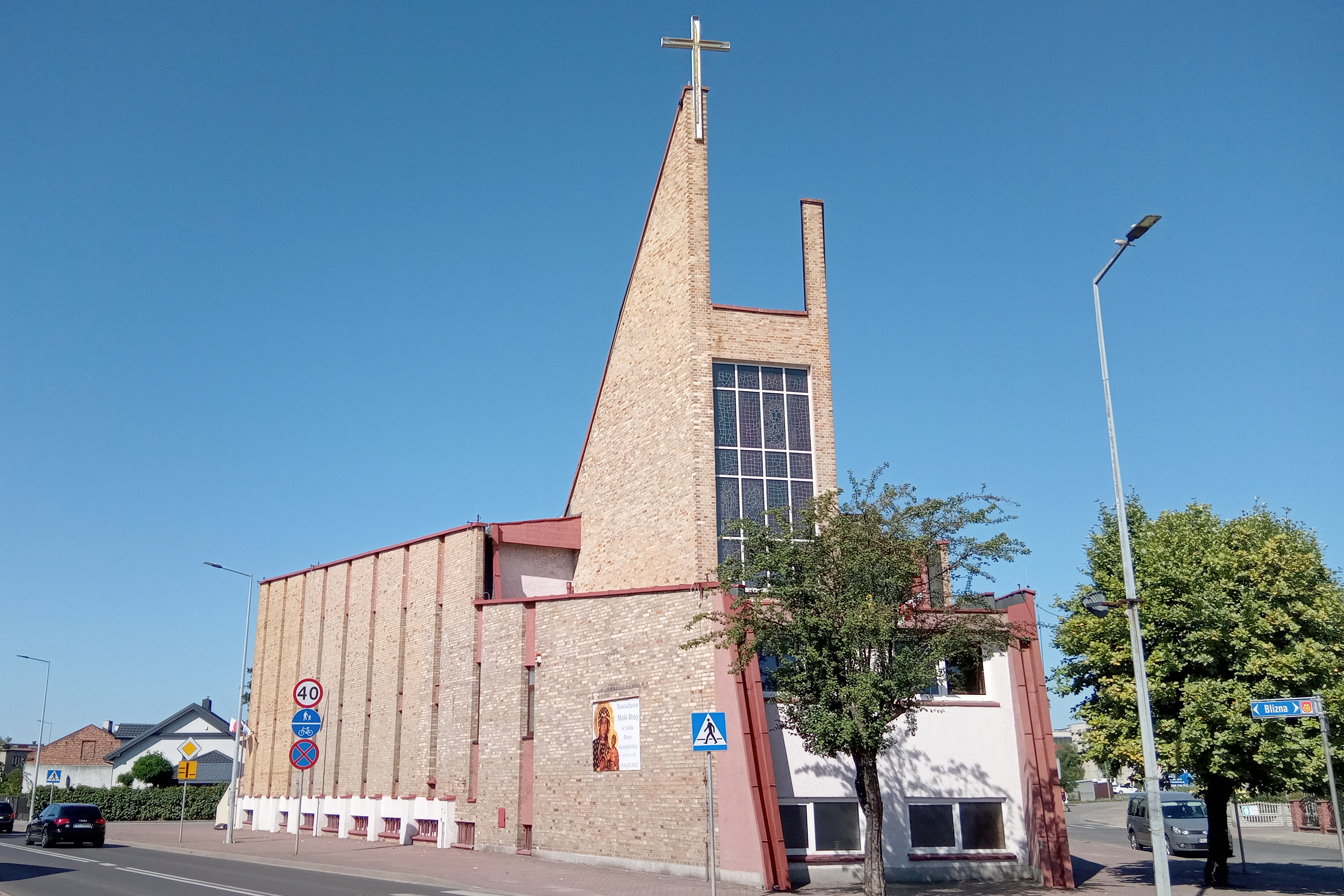
Kościół MB Częstochowskiej

Koło jest siedzibą rzymskokatolickiego dekanatu (dekanat kolski) należącego administracyjnie do diecezji włocławskiej. Patronami miasta Koła są święty Bogumił i św. Tekla.
Na obszarze miasta funkcjonują trzy parafie katolickie:
- parafia Podwyższenia Krzyża Świętego
- parafia Matki Bożej Częstochowskiej
- parafia Świętego Bogumiła

Niewielkie fragmenty miasta Koła należą do parafii Świętego Bartłomieja w Osieku Wielkim, Błogosławionych 108 Męczenników w Powierciu (dekanat kolski) oraz parafii Świętej Trójcy w Dobrowie (dekanat kościelecki).
Na terenie Koła znajduje się pięć świątyń wyznania rzymskokatolickiego:
- kościół farny pw. Podwyższenia Krzyża Świętego (XV wiek)
- kościół bernardyński pw. Nawiedzenia NMP (XVIII wiek)
- kościół pw. Przemienienia Pańskiego – kaplica cmentarna (początek XX wieku)
- kościół pw. Matki Bożej Częstochowskiej (II połowa XX wieku)
- kościół pw. Świętego Bogumiła (początek XXI wieku)

Ponadto w mieście znajduje się ewangelicko-augsburski kościół Opatrzności Bożej (wybudowany w latach 1882-1883) należący do parafii parafii w Koninie. W latach 1923–1945 w Kole działała samodzielna parafia ewangelicko-augsburska.
Działalność duszpasterską w Kole prowadzą także cztery protestanckie kościoły o charakterze ewangelicznym: Chrześcijańska Wspólnota Ewangeliczna (zbór w Kole), Kościół Boży w Chrystusie (zbór „Hosanna”), Kościół Chrześcijan Baptystów w RP (zbór w Kole) oraz Kościół Wolnych Chrześcijan (zbór w Kole). W mieście funkcjonują dwa zbory Świadków Jehowy.
W Kole mieszkają także wierni Kościoła Starokatolickiego Mariawitów, którzy przynależą do parafii św. Mateusza Apostoła i Ewangelisty w Nowej Sobótce.

## Kultura

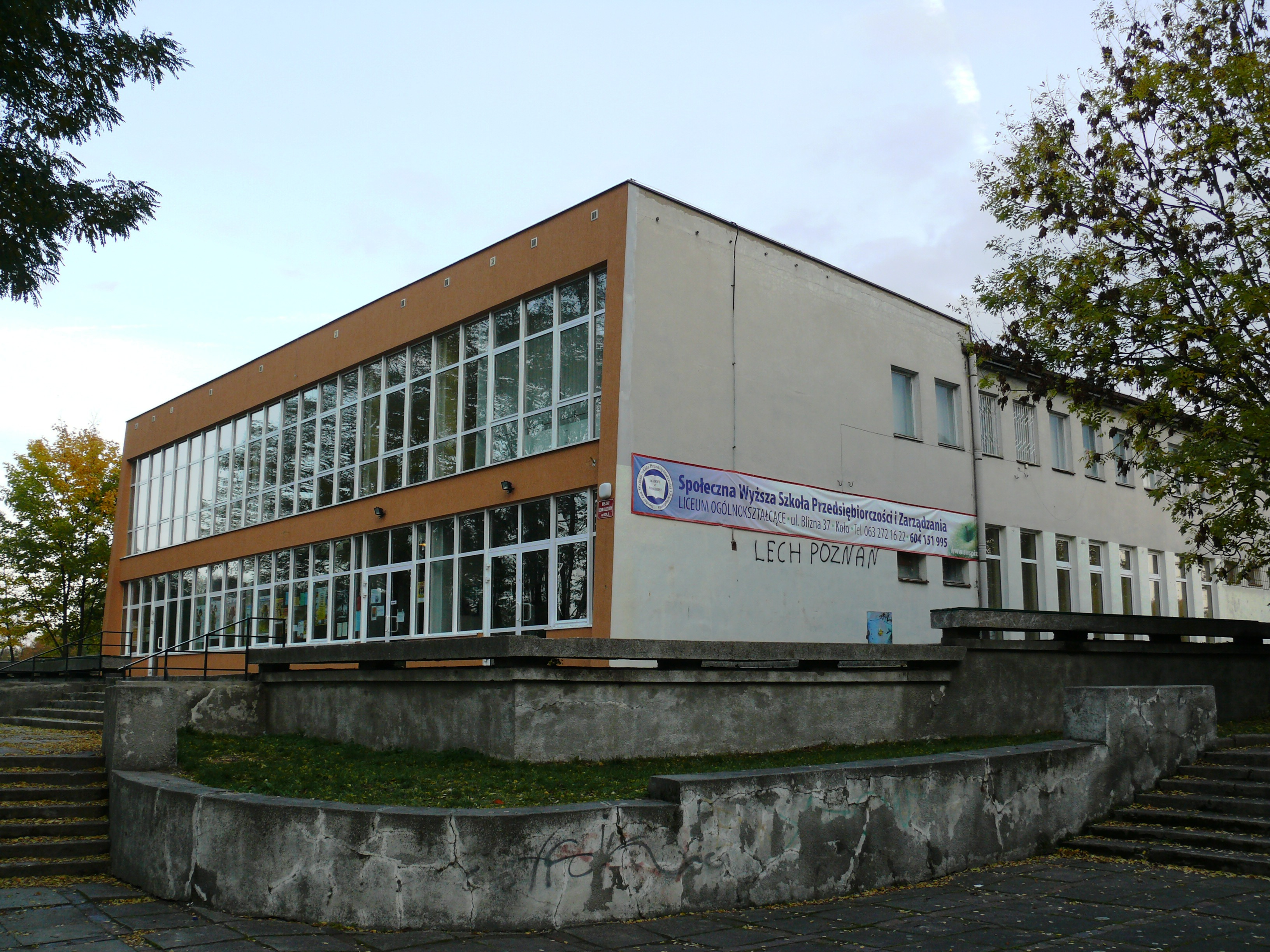
Miejski Dom Kultury

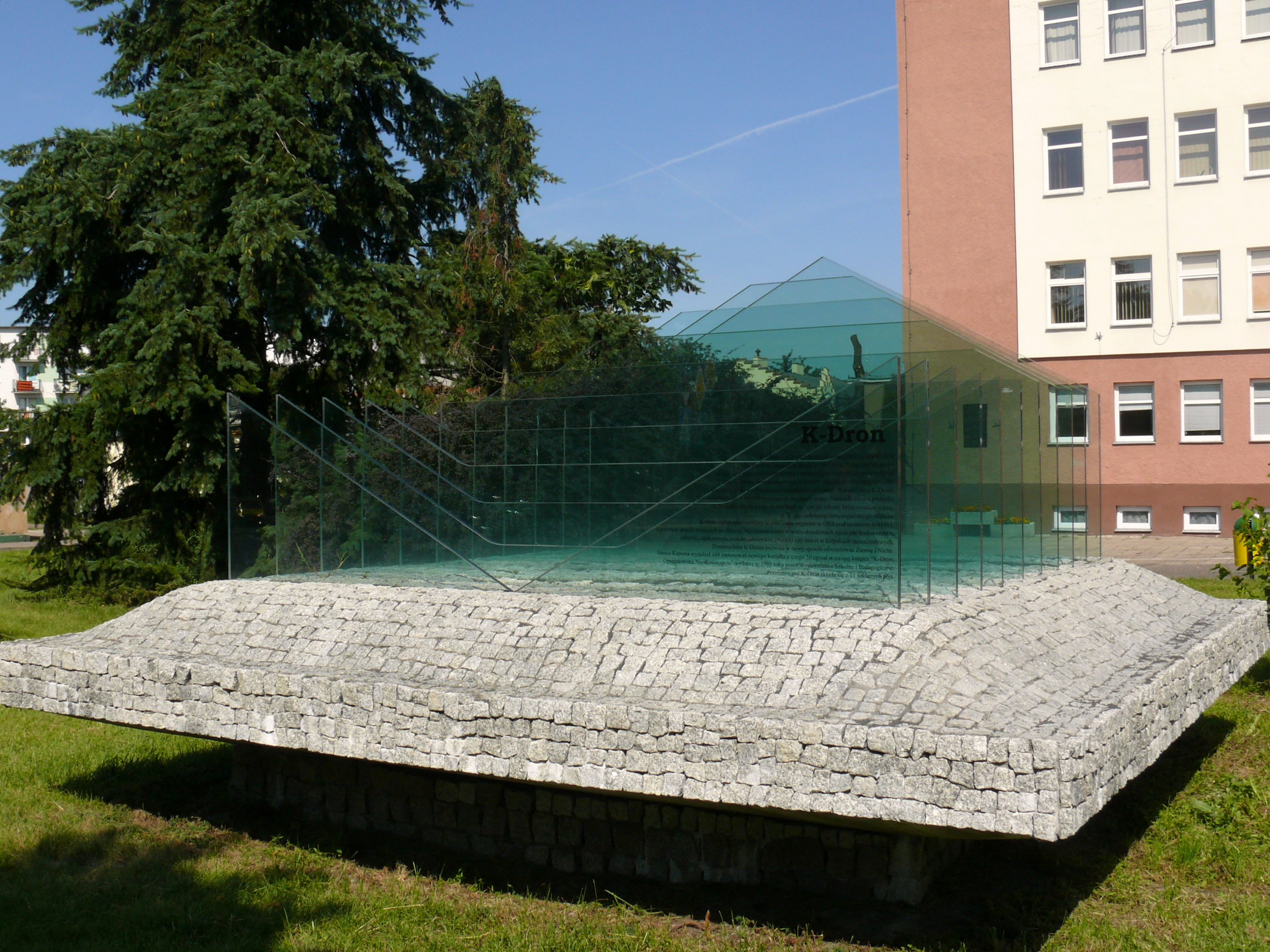
Pomnik K-dronu przed gmachem Starostwa

W Kole funkcjonuje Powiatowa i Miejska Biblioteka Publiczna oraz filia Wojewódzkiej Biblioteki Pedagogicznej w Koninie. W kolskim Muzeum Technik Ceramicznych – jedynym tego typu w kraju – prezentowane są zbiory fajansu i ceramiki.
Koło posiada długie tradycje muzyczne. Istnieje tu chór mieszany Towarzystwa Śpiewaczo-Muzycznego „Lutnia”. Przy klasztorze oo. Bernardynów działa Chór Męski św. Cecylii, a przy parafii Podwyższenia Krzyża Świętego Chór Farny „Lutnia”. Od 1974 roku w Kole działa Manufaktura Piosenki Harcerskiej Wartaki – Reprezentacyjny Zespół Wielkopolskiej Chorągwi Związku Harcerstwa Polskiego. W 1902 roku powstała także orkiestra dęta kolskiej Straży Ogniowej, przemianowana później na Miejską Orkiestrę Dętą.
W mieście funkcjonuje Miejski Dom Kultury, pod którego patronatem działa „Kino nad Wartą”. W ramach MDK działa także amatorski Kolski Teatr Otwarty im. Czesława Freudenreicha.
W mieście działają stowarzyszenia: „Stowarzyszenie Kolanie” oraz „Stowarzyszenie Przyjaciół Miasta Koła nad Wartą”.
Od 2005 roku organizowany jest Koło Bluesa Festival.

### Media

#### Prasa
„Głos Koła“
„Głos Koła“ był pierwszą kolską gazetą. Ukazywał się od 9 lutego do 30 października 1918 roku, łącznie wydano wtedy 40 numerów. Wydawcą czasopisma był Czesław Freudenreich, redaktorem Stanisław Koeltz (do kwietnia 1918), a następnie Stanisław Kwasieborski.
„Życie Kolskie“ i „Express Kolski“
„Express Kolski“ ukazywał się od 31 maja do 31 lipca 1926 roku, pierwszym redaktorem był Aleksy Leszek Łasiński, a później zastąpił go Leszek Godziemba-Głowiński. 8 sierpnia 1926 roku ukazał się pierwszy numer „Życia Kolskiego“ – czasopisma, które przejęło gazetę „Express Kolski“. Pierwszym redaktorem gazety był lekarz Henryk Niedzielski, w skład redakcji wchodzili także: Henryk Fiałkowski, ks. Jan Kobierski, Jan Motak, Bohdan Kaczorowski i Leszek Godziemba Głowiński.
„ABC Kolskie“
„ABC Kolskie“ było lokalnym suplementem dziennika ABC. Gazeta ukazywała się od 1927 do 1930 roku, redaktorem był Leszek Godziemba-Głowiński, a wydawcą Zofia Topińska.
„Gazeta Kolska“
Tygodnik „Gazeta Kolska“ ukazywał się od stycznia 1932 roku do sierpnia 1939 roku. Ukazało się w sumie ponad 400 numerów, a nakład wynosił 500–1500 egzemplarzy, chociaż w przypadku większych wydarzeń zwiększany był do nawet 8 tysięcy. Redaktorem i wydawcą był Leszek Godziemba-Głowiński. Od 1933 roku przy gazecie działał Komitet Redakcyjny, a w 1938 roku powstał dodatek „Życie Kobiety“. Na łamach „Gazety Kolskiej“ debiutowała Stanisława Fleszarowa-Muskat.
„Warta“
Tygodnik „Warta“ ukazywał się od grudnia 1937 roku do lipca 1938 roku w nakładzie 1500 egzemplarzy. Wydawcą był Bolesław Kubiak, a redaktorem Stanisław Rubach.
„Budujemy lepsze jutro“
Gazeta „Budujemy lepsze jutro“ ukazywała się od lipca 1954 roku do października 1955 roku. Redaktorem gazety był Józef Stanisław Mujta i Józef Kubicki. Nakład wynosił 500 egzemplarzy.
„Ziemia Kolska“
Magazyn „Ziemia Kolska“ ukazywał się w latach 1987–1997, wydawcą było Kolskie Towarzystwo Kulturalne. Ukazało się ogólnie 10 numerów. Redaktorem naczelnym był Józef Stanisław Mujta, w skład zespołu redakcyjnego wchodzili m.in. Kazimierz Kasperkiewicz, Halina Grabowska, Jadwiga Janicka i Maria Gajewska.
„Gazeta Kolska“
„Gazeta Kolska“ była dwutygodnikiem (a od 1994 tygodnikiem) wydawanym przez Urząd Miejski w Kole w latach 1991–1995. Razem ukazało się 141 numerów, poza tym do gazety dodawano także „Dodatek Parafialny“. Redaktorami naczelnymi byli: Ryszard Cieślak, Marek Majewski i Eugeniusz Zając.
„Głos Kolski“
Wydawcą „Głosu Kolskiego“ była Spółka SILKA. Dwutygodnik ukazywał się od stycznia 1992 roku do maja 1993 roku, łącznie ukazało się w czasie 35 numerów. Gazeta posiadała dodatki: „Wieści z Gmin“, „Koniniak“ i „Dodatek Parafialny“. Redaktorem naczelnym pierwszych sześciu numerów był Henryk Wiatrowski, a następnie zastąpiła go Katarzyna Prądzyńska.
„Gazeta Nadwarciańska“
„Gazeta Nadwarciańska“ wydawana była przez Okręgową Spółdzielnię Mleczarską w Kole. Ukazywała się od grudnia 1995 roku do kwietnia 1996 roku, a następnie do września 1997 roku jako dodatek do gazety „Plon“. Redaktorami gazety byli: Janusz Stachowiak, Piotr Kabaciński i Eugeniusz Zając.
„Wieści z Koła“
Miesięcznik „Wieści z Koła“ wydawany był w Mosinie przez Grzegorza Tomaszewskiego od połowy 1997 roku do grudnia 1998 roku. Nakład gazety liczył 10 tysięcy egzemplarzy, ukazało się siedem numerów.
„Nowy Tygodnik Kolski“
„Nowy Tygodnik Kolski“ ukazywał się przez trzy miesiące: od 20 października 1997 roku do 26 stycznia 1998 roku. Ukazało się 15 numerów gazety, redaktorem naczelnym był Leszek Czajor, a współpracowali z nim m.in. Ryszard Borysiewicz i Michał Chojnacki.
„Głos Koła“
Dwutygodnik „Głos Koła“ wydawany był od 3 czerwca 1998 do 8 sierpnia 2000 przez Drukarnię Wydawniczą Poligraf w Koninie. Pierwszym redaktorem naczelnym był Mariusz Kozajda, a od numeru 39 Sylwia Augustyńska.
„Przegląd Kolski“
„Przegląd Kolski“ jest najdłużej wydawaną kolską gazetą. Ukazuje się od 20 września 1998 roku, a wydawcą jest Przegląd Koniński Sp. z.o.o. Pierwszym redaktorem prowadzącym była Ewa Kapryszewska, od numeru 48 do 204 Aleksandra Galemba, a od 205 do 437 Barbara Gołębowska. Od 2007 roku redaktorem była Aleksandra Wysocka. Następnie zastąpiła ją Anna Kułakowska.

#### Telewizja
Od 1988 roku istnieje w Kole Telewizja Kablowa Spółdzielni Mieszkaniowej. Jest to najstarsza po warszawskiej sieć kablowa w Polsce. TVK nadaje informacyjny program lokalny oraz jest organizatorem imprez rozrywkowych, sportowych i rekreacyjnych.

#### Portale internetowe
W 2010 roku powstał internetowy serwis informacyjny Kurier Kolski. Poza tym, działają także serwisy takie jak kolskiefakty.pl, e-kolo.pl, oraz, od 2017 roku – okrągłemiasto.pl.

## Sport

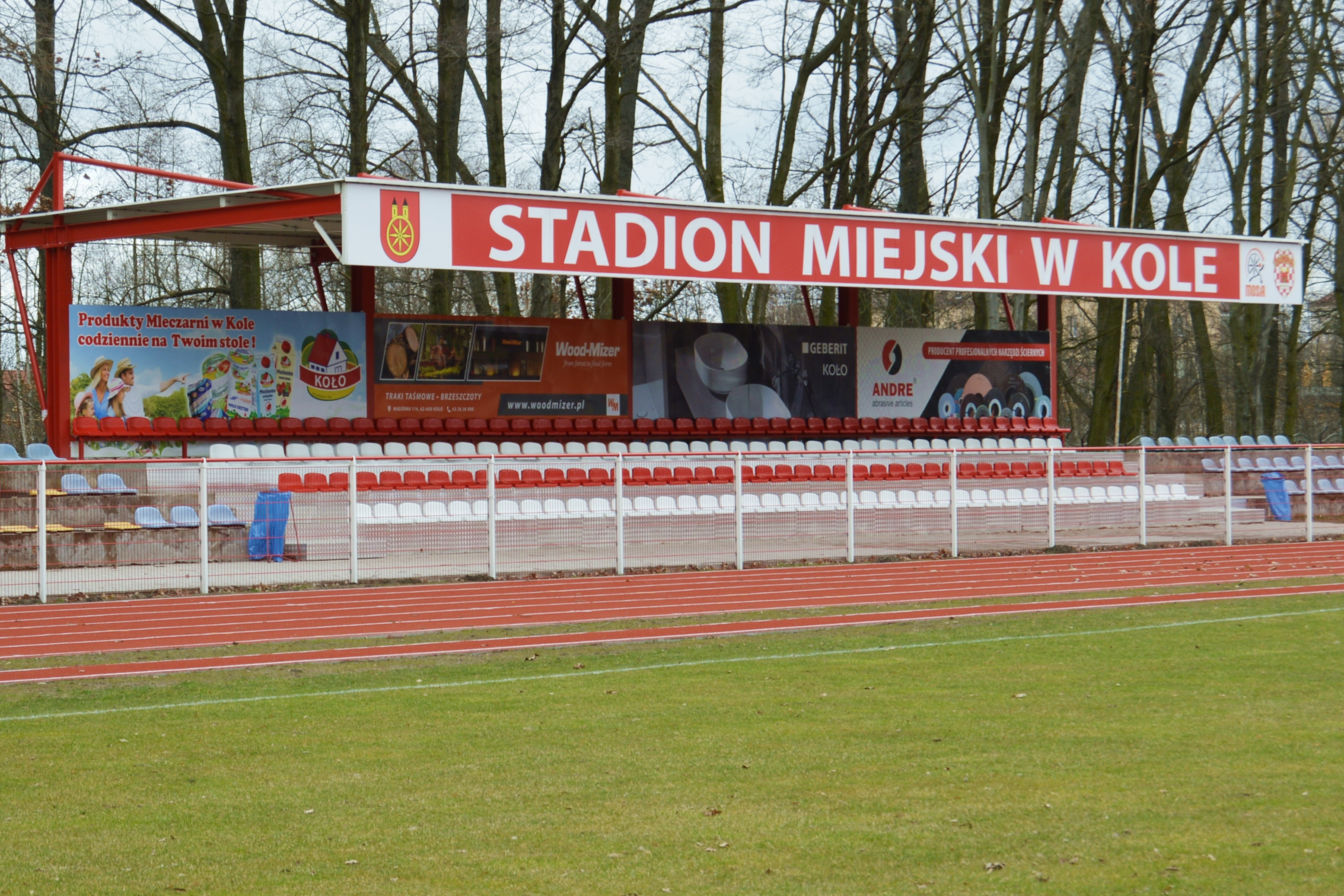
Stadion MOSiR

Najstarszym klubem sportowym w mieście jest Miejski Klub Sportowy „Olimpia”, który powstał w 1920 r. W przeszłości klub prowadził wiele sekcji, m.in.: piłki ręcznej, boksu, lekkoatletyki i piłkarską, której największym sukcesem były występy w III lidze. W sezonie 2017/2018 drużyna piłkarska występowała w konińskiej klasie okręgowej. Klub korzysta ze stadionu sportowego Miejskiego Ośrodka Sportu i Rekreacji przy ul. Sportowej – z dwoma boiskami do piłki nożnej oraz kortami tenisowymi i zadaszonymi trybunami na 600 miejsc siedzących. Miejski Ośrodek Sportu i Rekreacji od 2007 r. posiada także Halę Sportową im. Agaty Mróz-Olszewskiej z 300-osobową widownią, mieszczącą się przy ul. Szkolnej. Druga hala sportowa mieści się przy budynku Zespole Szkół Ekonomiczno-Administracyjnych. Na terenie miasta funkcjonują trzy wielofunkcyjne boiska wybudowane w ramach programu Orlik 2012.
W Kole działa także wiele innych mniejszych klubów sportowych:
- UKS Maratończyk – drużyna korfballu, której zawodnicy wielokrotnie zdobywali tytuły młodzieżowych mistrzów Polski
- MLUKS Triathlon – prowadzi sekcje triathlonu, duatlonu, crossduatlonu oraz lekkoatletyki
- UKS Przystań – zawodnicy uczestniczą w zawodach wioślarskich i kajakowych

Od 1981 r. każdego roku na ulicach miasta organizowany jest Międzynarodowy Bieg Warciański. Od kilkunastu lat w salach gimnastycznych powiatu kolskiego, a od 2007 r. w hali sportowej MOSiR – odbywają się amatorskie rozgrywki Kolskiej Ligi Piłki Siatkowej. W meczach tych uczestniczą zespoły reprezentujące zakłady pracy, szkoły i okoliczne miejscowości.

## Gospodarka

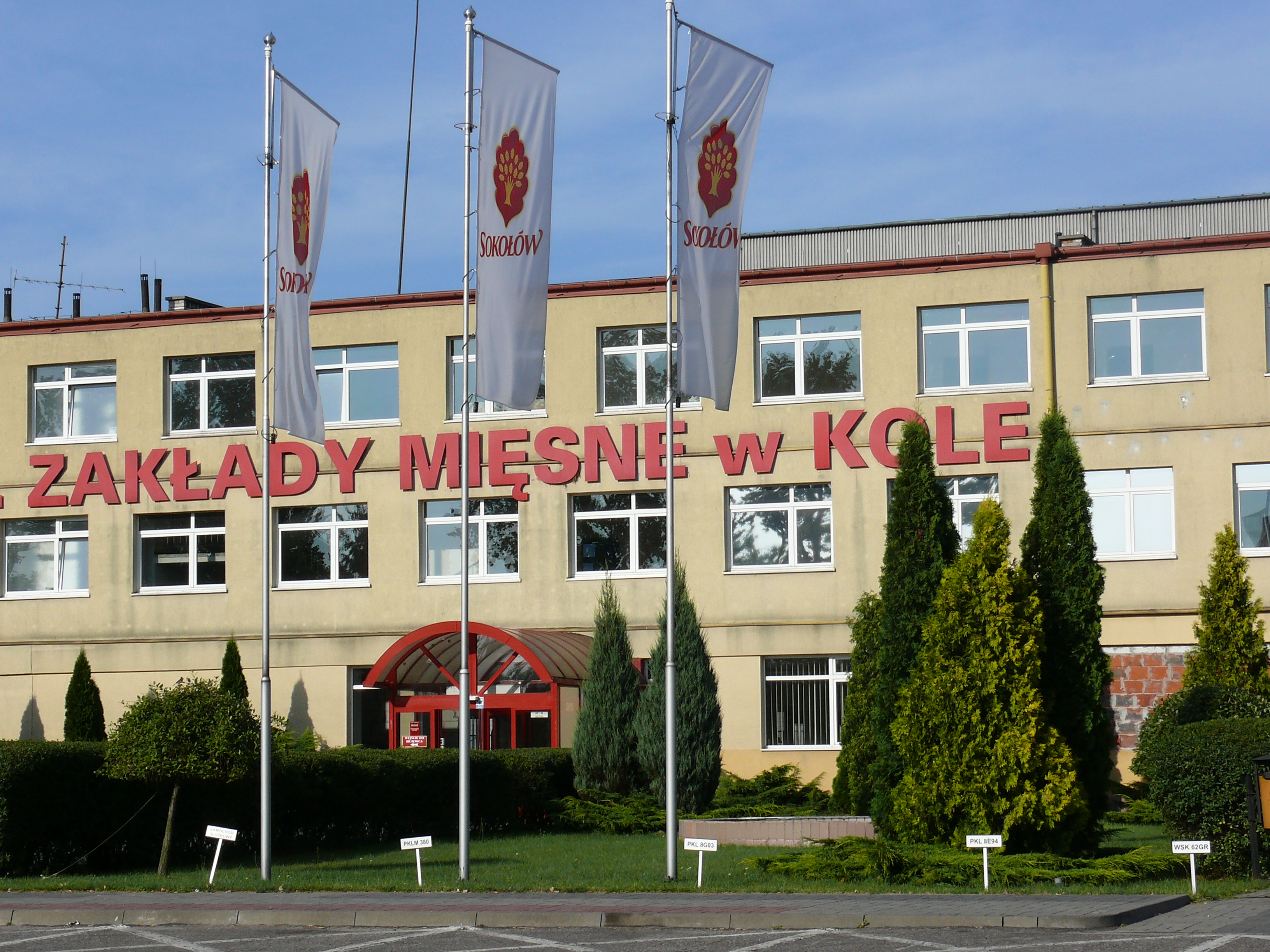
Zakłady Mięsne „Sokołów”

Koło należy do większych i bardziej uprzemysłowionych ośrodków gospodarczych w województwie. Rozwojowi miasta sprzyja dogodne położenie w centrum Polski. Korzystna jest również bliskość najpotężniejszych ośrodków przemysłowych i handlowych: Warszawy, Poznania i Łodzi, a także położenie zaledwie kilka kilometrów od Autostrady A2.
Branżą, która ma w Kole wieloletnią tradycję jest przemysł ceramiczny. Pierwsza fabryka fajansu, założona przez kupca Józefa Freudenreicha, powstała w 1842 roku. Dziś ręcznie malowane naczynia i ozdoby dostarcza na rynek Zakład Fajansu.
Ton życiu gospodarczemu miasta nadają duże zakłady przemysłowe. Największym z nich są Zakłady Wyrobów Sanitarnych Koło, których właścicielem jest szwajcarska firma Geberit. Zakład posiada filie we Włocławku, Ozorkowie, Mińsku Mazowieckim i ukraińskiej Sławucie.
Do zakładów w mieście należy również fabryka wyrobów ściernych Saint-Gobain Abrasives oraz zakład produkujący wysokowydajne tworzywa sztuczne należący do tego samego przedsiębiorstwa. W 1987 roku powstało przedsiębiorstwo Andre Abrasive Articles – drugi producent wyrobów ściernych. W 1992 roku powstał zakład Materace Koło.
Koło jest ośrodkiem przemysłu spożywczego. Działają tu m.in. zakłady mięsne – obecnie oddział Zakładów Mięsnych „Sokołów” oraz Okręgowa Spółdzielnia Mleczarska.

## Transport

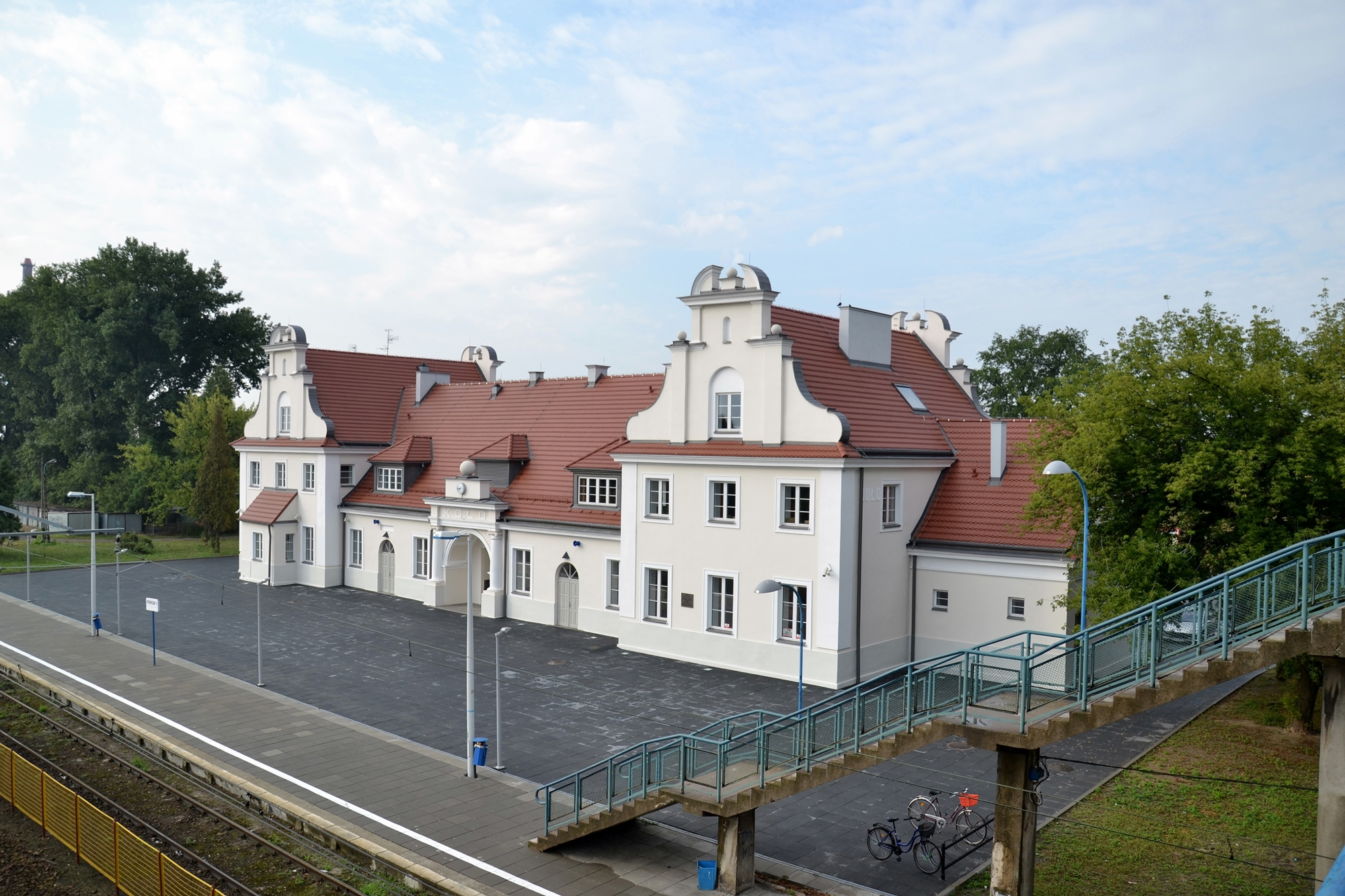
Dworzec i stacja kolejowa

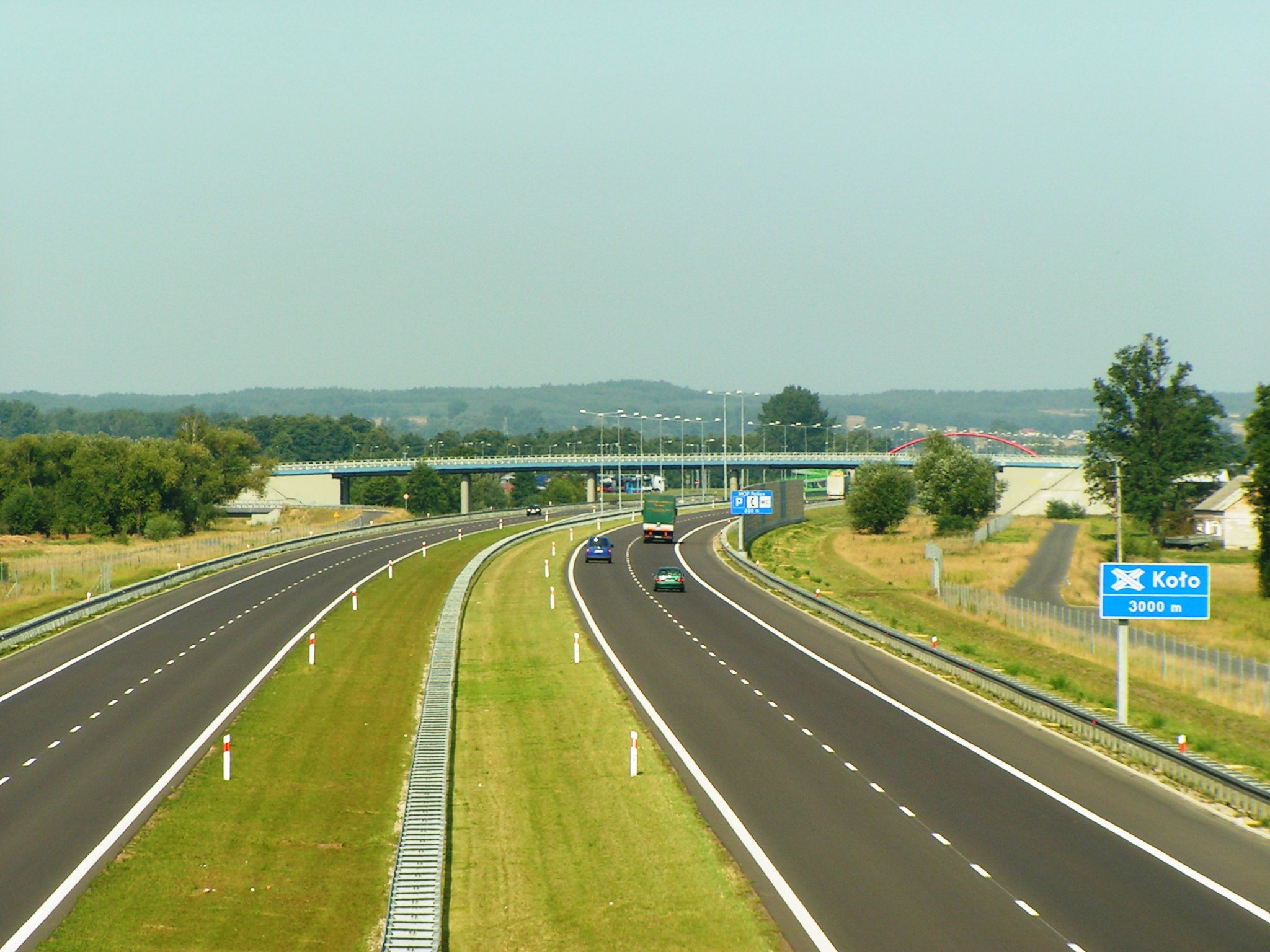
Autostrada A2 w okolicach miasta

### Koleje
Przez Koło przebiega linia kolejowa nr 3 z Frankfurtu nad Odrą do Warszawy. Dworzec kolejowy znajduje się w północnej części miasta, przy ulicy Kolejowej. W latach 2017–2019 trwa przebudowa linii kolejowej, dlatego tymczasowo z kolskiego dworca bezpośrednie pociągi odjeżdżają wyłącznie m.in. do Kutna, Warszawy i Konina. Dotychczasowe połączenia m.in. do Poznania, Łodzi, Szczecina oraz Lublina zostały zawieszone.
Przez Koło przebiega linia nieczynna od 2004 r. i sukcesywnie rozbieranej kolei wąskotorowej z Dąbie do Sompolna. W mieście były dwie stacje – Koło Miasto i Koło Wąskotorowe (budynek dworca rozebrany w lipcu 2006 r.). Odcinek Koło – Dąbie nad Nerem rozebrano w latach siedemdziesiątych. W Kole znajdowała się stacja styczna tej kolei. Stacja kolejowa była połączona z linią wąskotorową poprzez łącznicę kolejową.

### Drogi
Koło jest węzłem drogowym o znaczeniu lokalnym. Krzyżują się tu drogi krajowe i wojewódzkie:
- 92 Rzepin – Poznań – Konin – Koło – Warszawa – Mińsk Mazowiecki
- 270 Koło – Izbica Kujawska – Lubraniec – Brześć Kujawski
- 473 Koło – Uniejów – Łask – Piotrków Trybunalski

Na południe od miasta przebiega Autostrada A2 z węzłem drogowym umożliwiającym połączenie z Kołem. Ponadto rozpoczynają się tu liczne drogi lokalne w kierunku: Brudzewa, Grabowa, Sompolna, Turku.

### Komunikacja autobusowa
Miasto jest obsługiwane przez PKS Konin, które swoim zasięgiem obejmują powiat kolski, koniński i słupecki.
Do 2011 roku działało Przedsiębiorstwo Państwowej Komunikacji Samochodowej w Kole, w styczniu tego roku zostało ono postawione w stan likwidacji. Trasy obsługiwane przez PKS Koło oraz tabor przedsiębiorstwa został przejęty przez PKS Konin. W 2012 roku wyburzono dworzec autobusowy w Kole.

## Oświata
Szkoły podstawowe

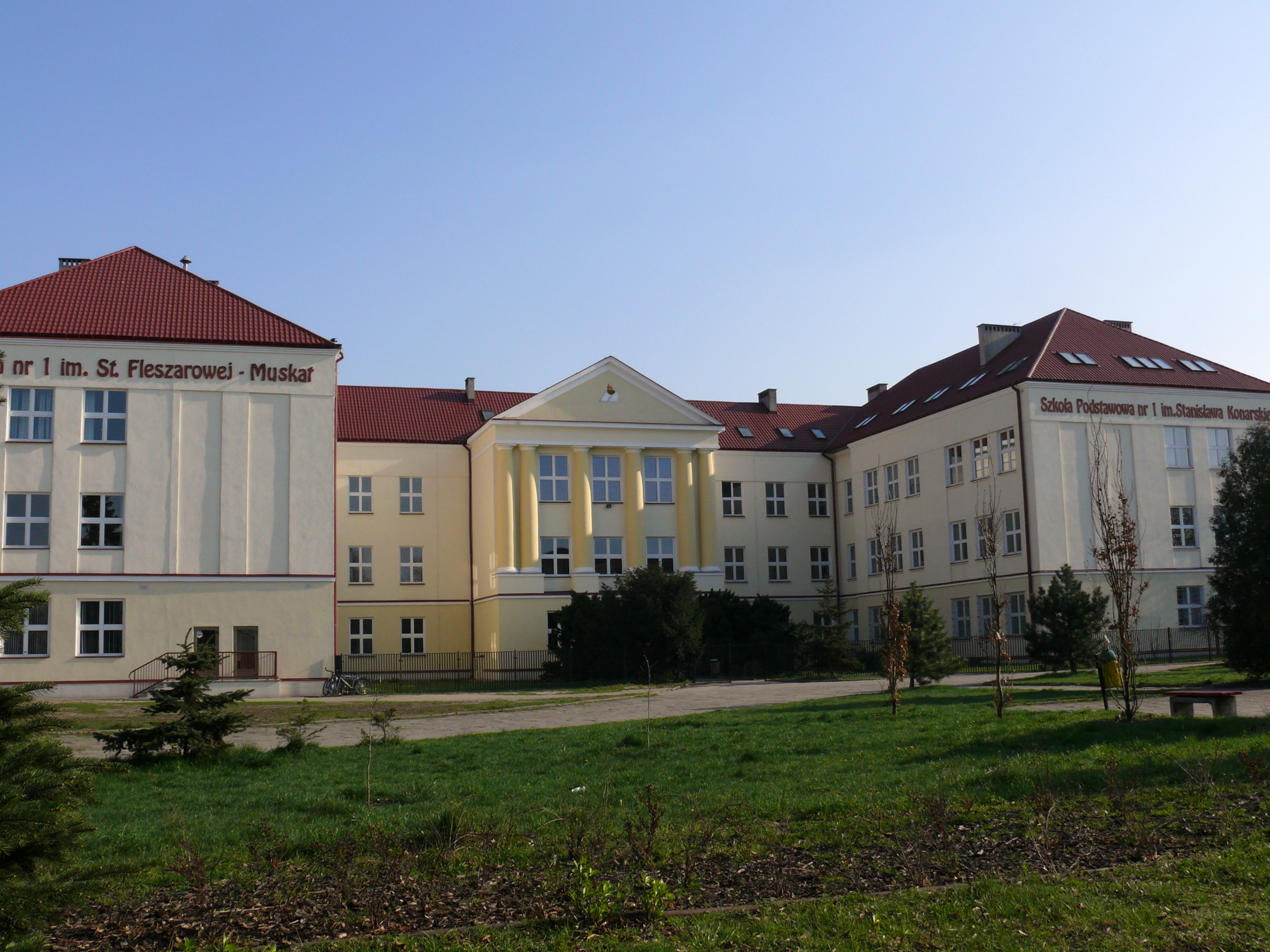
Budynek Szkoły Podstawowej nr 1

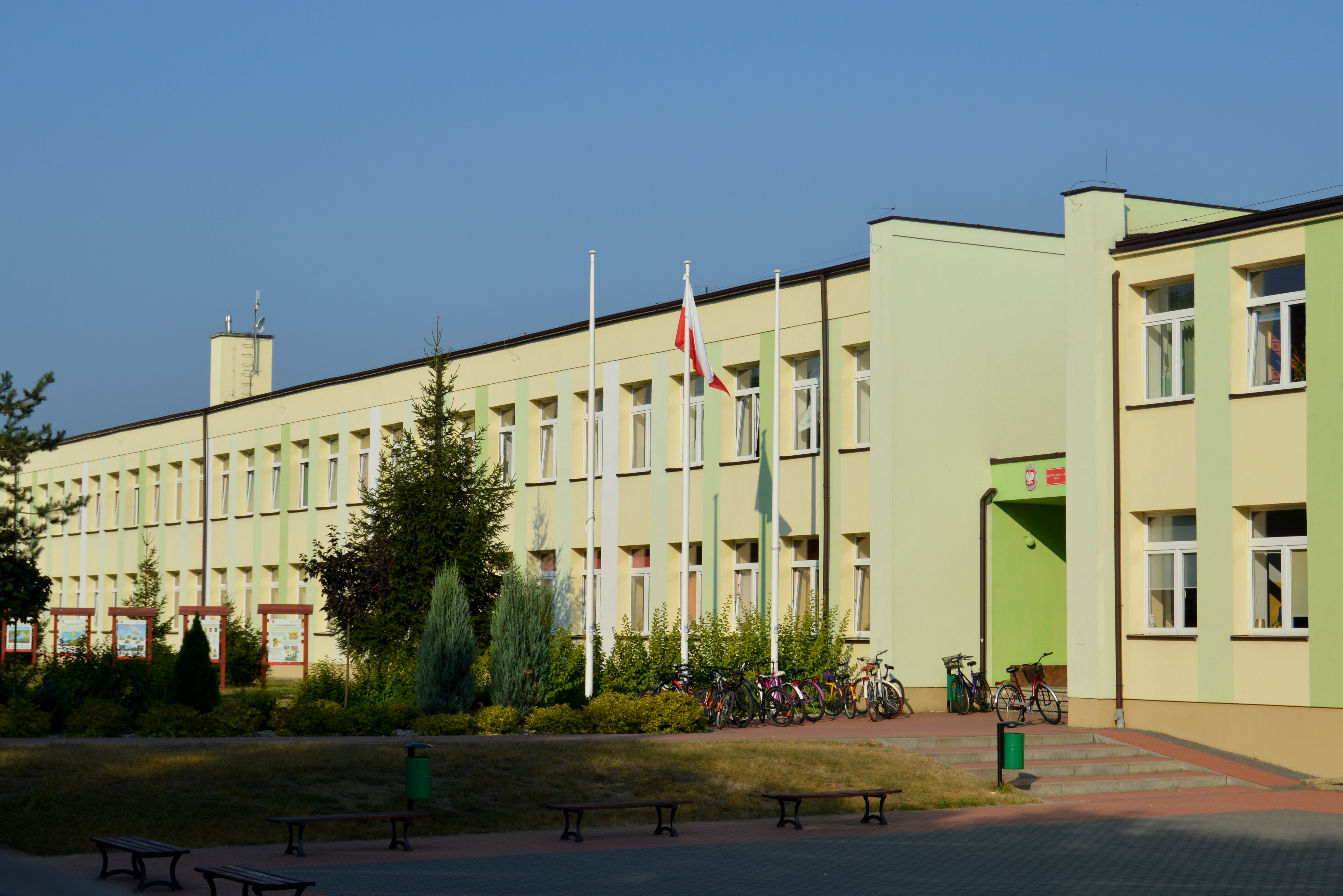
Budynek Szkoły Podstawowej nr 2

- Szkoła Podstawowa nr 1 im. Stanisława Konarskiego
- Szkoła Podstawowa nr 2 im. Adama Mickiewicza
- Szkoła Podstawowa nr 3 im. Marii Konopnickiej
- Szkoła Podstawowa nr 4 im. Kawalerów Orderu Uśmiechu
- Szkoła Podstawowa nr 5 im. Arkadego Fiedlera

Szkoły ponadpodstawowe
- Liceum Ogólnokształcące im. Kazimierza III Wielkiego
- Zespół Szkół Ekonomiczno-Administracyjnych im. Stanisława i Władysława Grabskich
- Zespół Szkół Technicznych
- Zespół Szkół Plastycznych w Kole (do 2017)

## Współpraca międzynarodowa
29 maja 1999 r. ustanowiono partnerstwo między miastami Koło i Reinbek. Koło zawarło również umowę partnerską z ukraińskim miastem Ładyżyn. Uroczysty akt podpisania umowy miał miejsce 23 maja 2003 w Ładyżynie.

## Ludzie związani z Kołem

### Honorowi obywatele Koła
| - Antoni Jan Dziatkowiak (od 1996) – lekarz, kardiochirurg - Zdzisław Krzyszkowiak (od 1996) – lekkoatleta, mistrz olimpijski - Grażyna Rabsztyn (od 1996) – lekkoatletka, uprawiająca biegi płotkarskie - Zbigniew Radziwonowicz (od 1996) – lekkoatleta, oszczepnik - Halina Trawińska (od 1997) – specjalista chorób wewnętrznych - Maria Kwaśniewska (od 1999) – oszczepniczka, medalistka olimpijska - Jan Paweł II (od 1999) – duchowny katolicki, papież - Jerzy Sadowski (od 2004) – chirurg, kardiolog, transplantolog | - Leonard Jaroszewski (od 2004) – komendant hufca ZHP w Kole - Marek Kukuryka (od 2008) – przedsiębiorca, dyrektor Sanitec Koło - Janusz Kapusta (od 2009) – rysownik, malarz i scenograf, twórca K-dronu - Tomasz Kos (od 2010) – piłkarz, reprezentant i mistrz Polski - Dariusz Matysiak (od 2014) – powieściopisarz, reżyser, społecznik - Robert Andre (od 2018) – przedsiębiorca, społecznik - Kazimierz Kasperkiewicz (od 2019) – regionalista związany z Kołem - Ewaryst Jaśkowski (od 2021) – nauczyciel i regionalista związany z Kołem - Bogusław Kapelak (od 2024) – chirurg, kardiolog |